# Судебная система Израиля
Судебная система Израиля — система органов государственной власти (судов), осуществляющих правосудие на территории Государства Израиль в соответствии с Основным законом: Судебная власть и другими законами.
|  |

## Введение
Государство Израиль является еврейским и демократическим государством, имеющим свою независимую правовую систему. В Израиле реализован принцип разделения властей и в большой степени поддерживается баланс между властями. В правовой системе Израиля объединены основы общего и континентального права, а также характерные особенности национального права. С провозглашением государства его система судопроизводства основывалась на британской модели, однако со временем эта система была в значительной мере реформирована.
Судебная ветвь власти в Израиле состоит из системы судов общей юрисдикции и судов специальной юрисдикции, которые также называют трибуналами. Система общей юрисдикции состоит из трёх инстанций — Верховного, окружного и мирового суда. Полномочия судов общей юрисдикции распространяются на гражданские, уголовные и административные дела. Полномочия судов специальной юрисдикции ограничены узкоспециальными делами и распространяются на определённые группы населения. Специальными являются такие суды, как суд по трудовым конфликтам, религиозные суды, военный трибунал и административные трибуналы.
Согласно Основному закону Верховный суд Израиля находится в Иерусалиме. Решения об учреждении новых окружных и мировых судов, их месторасположении, юрисдикции и числе судей принимаются министром юстиции. Подобные решения министр юстиции правомочен принимать и в отношении региональных судов по трудовым конфликтам, но он обязан при этом советоваться с министром труда, полномочия которого были передану министру промышленности, торговли и занятости в 2003 году. В настоящее время министр юстиции также учреждает религиозные суды (ранее эти полномочия были у министра по делам религий). Вопросы, связанные с военным трибуналом, находятся в ведении министра обороны, решения об учреждении нового судебного военного округа принимается начальником Генштаба.
В Израиле нет института присяжных заседателей — решения суда выносятся профессиональными судьями. В состав региональных судов по трудовым конфликтам входят представители общественности, но и они являются не присяжными заседателями, а полномочными судьями.

## Основные принципы судопроизводства
- Принципы судопроизводства Израиля уходят своими корнями в Тору (Пятикнижие)[2], где говорится: «Не совершайте несправедливости на суде, не будь снисходителен к нищему и не угождай знатному: по правде суди ближнего своего» (Ваикра 19:15). Создавая судебные органы, Моисей определил требования к судьям: «выслушивайте братьев ваших и судите справедливо каждого с братом его и с пришельцем его. Не давайте никому предпочтения: как малого, так и великого выслушивайте; не бойтесь никого…» (Дварим 1:16-17).
- Согласно Декларации независимости Государства Израиль «будет зиждиться на принципах свободы, справедливости и мира в соответствии с предначертаниями еврейских пророков»[3]. Этот принцип также закреплён в Законе об основах права[4]: «если суд рассматривает юридический вопрос, не имеющий решения в законодательстве, в судебных прецедентах или применением аналогии, он должен выносить решение в соответствии с принципами свободы, справедливости, равенства и мира, заложенными в наследии еврейского народа».
- Основной закон: Судебная власть[1] гарантирует судьям независимость при исполнении судебных полномочий. В законе сказано: «лицо, наделённое судебной властью, в отправлении своих судебных полномочий не подчинено никому и ничему, кроме закона»[5]. Судьи также обладают широкой личной независимостью: их должность постоянна, они могут занимать её до семидесятилетнего возраста и, кроме исключительных случаев, они не могут быть смещены. Судьям гарантированы зарплата, условия службы и личная неприкосновенность.
- В соответствии с Законом о судах[6] обеспечивается публичность судопроизводства. Заседания суда при закрытых дверях допускаются лишь в случаях, оговоренных в законе, когда речь идёт о государственной безопасности, защите интересов несовершеннолетнего, семейных отношениях и в некоторых других случаях[7].

## Краткая история
Еврейское судопроизводство зародилось в глубокой древности и достигло высокого уровня в период Синедриона. Во время двухтысячелетней диаспоры народ Израиля, осуществляя автономную судебную систему во многих странах, сохранил традиции своего права и судопроизводства.
Накануне создания Государства Израиль в Эрец-Исраэль функционировала судебная система британского мандата, включавшая некоторые суды, созданные ещё во время Османской (Оттоманской) империи. Руководство ишува — Еврейское агентство и Национальный комитет — занятое организацией исполнительной власти и построением армии, не создало судебную систему будущего государства. Тем не менее, в октябре 1947 года Национальный комитет открыл юридический отдел, руководимый доктором Зерахом Вархафтигом, а позднее был учреждён «Судебно-правовой совет», во главе которого стоял адвокат Дов Йосеф. Эти институты, а также Объединение еврейских адвокатов, возглавляемое адвокатом Менахемом Дункельблюмом, обсуждали структуру будущей юридической системы.
После провозглашения государства Временным Государственным Советом было издано Постановление о системе власти и судебной власти. Согласно статье 11 Постановления в новом государстве сохранялось действовавшее прежде право с внесёнными в него необходимыми изменениями, а согласно статье 17 действовавшие при мандате суды сохраняли свои функции. Полномочия назначать судей перешли от короля Великобритании и Верховного комиссара Палестины к Временному правительству Израиля. После провозглашения государства были назначены судьи мировых и окружных судов, причём назначения получили евреи и арабы, служившие судьями в подмандатной системе, а также некоторые адвокаты и общественные деятели. В июне 1948 года был издан Указ о судах (правила переходного периода), определивший правила судопроизводства. Верховный суд не был открыт вместе с другими судами, а функции БАГАЦа вначале выполнял окружной суд в Тель-Авиве. Министр юстиции Пинхас Розен и видный адвокат доктор Моше Змора подготовили список кандидатов на пост судей Верховного суда, который был утверждён Временным правительством. Председателем Верховного суда назначили доктора Моше Змору, и суд был открыт 14 сентября 1948 года в Иерусалиме.
В 1953 году Кнессет принял Закон о судьях, в котором была установлена система выбора судей, действующая по сей день. В 1957 году был принят Законе о судах, закрепивший полномочия всех судов общей юрисдикции. В 1984 году эти два закона и некоторые другие были заменены Законом о судах [комбинированная версия], и в том же году был принят Основной закон: Судебная власть.

## Общая схема судебной системы Израиля
| Верховный суд                                                        |                                                                      |                                                                      |                                                                      |                                                                      |                                                                      |                                                       |                                                       |                                                         |                                                         |                                                         |                                                         |                                                         |                                                         |                                                    |                                                    |                                                        |                                                        |                                                        |                                                        |                                                        |                                                        |                                  |                                  |                                                                   |                                                                   |                                                                   |                                                                   |                                                                   |                                                                   |                                                     |                                                     |                                                                 |                                                                 |                                                                 |                                                                 |                                                                 |                                                                 |  |  |                                                                             |                                                                             |                                                                             |                                                                             |                                                                             |                                                                             |  |  |                                            |                                            |                                            |                                            |                                            |                                            |  |  |                                          |                                          |                                          |                                          |                                          |                                          |  |  |  |  |  |  |  |  |  |  |  |  |  |  |  |  |  |  |  |  |
| Апелляционный суд по гражданским, уголовным и административным делам | Апелляционный суд по гражданским, уголовным и административным делам | Апелляционный суд по гражданским, уголовным и административным делам | Апелляционный суд по гражданским, уголовным и административным делам | Апелляционный суд по гражданским, уголовным и административным делам | Апелляционный суд по гражданским, уголовным и административным делам |                                                       |                                                       | Особые полномочия                                       | Особые полномочия                                       | Особые полномочия                                       | Особые полномочия                                       | Особые полномочия                                       | Особые полномочия                                       |                                                    |                                                    |                                                        |                                                        |                                                        |                                                        |                                                        |                                                        |                                  |                                  | БАГАЦ                                                             | БАГАЦ                                                             | БАГАЦ                                                             | БАГАЦ                                                             | БАГАЦ                                                             | БАГАЦ                                                             |                                                     |                                                     |                                                                 |                                                                 |                                                                 |                                                                 |                                                                 |                                                                 |  |  |                                                                             |                                                                             |                                                                             |                                                                             |                                                                             |                                                                             |  |  |                                            |                                            |                                            |                                            |                                            |                                            |  |  |                                          |                                          |                                          |                                          |                                          |                                          |  |  |  |  |  |  |  |  |  |  |  |  |  |  |  |  |  |  |  |  |
| Апелляционный суд по гражданским, уголовным и административным делам | Апелляционный суд по гражданским, уголовным и административным делам | Апелляционный суд по гражданским, уголовным и административным делам | Апелляционный суд по гражданским, уголовным и административным делам | Апелляционный суд по гражданским, уголовным и административным делам | Апелляционный суд по гражданским, уголовным и административным делам |                                                       |                                                       | Особые полномочия                                       | Особые полномочия                                       | Особые полномочия                                       | Особые полномочия                                       | Особые полномочия                                       | Особые полномочия                                       |                                                    |                                                    |                                                        |                                                        |                                                        |                                                        |                                                        |                                                        |                                  |                                  | БАГАЦ                                                             | БАГАЦ                                                             | БАГАЦ                                                             | БАГАЦ                                                             | БАГАЦ                                                             | БАГАЦ                                                             |                                                     |                                                     |                                                                 |                                                                 |                                                                 |                                                                 |                                                                 |                                                                 |  |  |                                                                             |                                                                             |                                                                             |                                                                             |                                                                             |                                                                             |  |  |                                            |                                            |                                            |                                            |                                            |                                            |  |  |                                          |                                          |                                          |                                          |                                          |                                          |  |  |  |  |  |  |  |  |  |  |  |  |  |  |  |  |  |  |  |  |
|                                                                      |                                                                      |                                                                      |                                                                      |                                                                      |                                                                      |                                                       |                                                       |                                                         |                                                         |                                                         |                                                         |                                                         |                                                         |                                                    |                                                    |                                                        |                                                        |                                                        |                                                        |                                                        |                                                        |                                  |                                  |                                                                   |                                                                   |                                                                   |                                                                   |                                                                   |                                                                   |                                                     |                                                     |                                                                 |                                                                 |                                                                 |                                                                 |                                                                 |                                                                 |  |  |                                                                             |                                                                             |                                                                             |                                                                             |                                                                             |                                                                             |  |  |                                            |                                            |                                            |                                            |                                            |                                            |  |  |                                          |                                          |                                          |                                          |                                          |                                          |  |  |  |  |  |  |  |  |  |  |  |  |  |  |  |  |  |  |  |  |
|                                                                      |                                                                      |                                                                      |                                                                      |                                                                      |                                                                      |                                                       |                                                       |                                                         |                                                         |                                                         |                                                         |                                                         |                                                         |                                                    |                                                    |                                                        |                                                        |                                                        |                                                        |                                                        |                                                        |                                  |                                  |                                                                   |                                                                   |                                                                   |                                                                   |                                                                   |                                                                   |                                                     |                                                     |                                                                 |                                                                 |                                                                 |                                                                 |                                                                 |                                                                 |  |  |                                                                             |                                                                             |                                                                             |                                                                             |                                                                             |                                                                             |  |  |                                            |                                            |                                            |                                            |                                            |                                            |  |  |                                          |                                          |                                          |                                          |                                          |                                          |  |  |  |  |  |  |  |  |  |  |  |  |  |  |  |  |  |  |  |  |
|                                                                      |                                                                      |                                                                      |                                                                      |                                                                      |                                                                      |                                                       |                                                       | Апелляции на решения Центральной избирательной комиссии | Апелляции на решения Центральной избирательной комиссии | Апелляции на решения Центральной избирательной комиссии | Апелляции на решения Центральной избирательной комиссии | Апелляции на решения Центральной избирательной комиссии | Апелляции на решения Центральной избирательной комиссии |                                                    |                                                    | Апелляции на решения Военного апелляционного трибунала | Апелляции на решения Военного апелляционного трибунала | Апелляции на решения Военного апелляционного трибунала | Апелляции на решения Военного апелляционного трибунала | Апелляции на решения Военного апелляционного трибунала | Апелляции на решения Военного апелляционного трибунала |                                  |                                  | Судебная защита во имя справедливости                             | Судебная защита во имя справедливости                             | Судебная защита во имя справедливости                             | Судебная защита во имя справедливости                             | Судебная защита во имя справедливости                             | Судебная защита во имя справедливости                             |                                                     |                                                     | Ордера, обязывающие органы власти и их представителей           | Ордера, обязывающие органы власти и их представителей           | Ордера, обязывающие органы власти и их представителей           | Ордера, обязывающие органы власти и их представителей           | Ордера, обязывающие органы власти и их представителей           | Ордера, обязывающие органы власти и их представителей           |  |  | Ордер на освобождение незаконно задержанных и заключённых                   | Ордер на освобождение незаконно задержанных и заключённых                   | Ордер на освобождение незаконно задержанных и заключённых                   | Ордер на освобождение незаконно задержанных и заключённых                   | Ордер на освобождение незаконно задержанных и заключённых                   | Ордер на освобождение незаконно задержанных и заключённых                   |  |  | Судебный контроль над законами             | Судебный контроль над законами             | Судебный контроль над законами             | Судебный контроль над законами             | Судебный контроль над законами             | Судебный контроль над законами             |  |  |                                          |                                          |                                          |                                          |                                          |                                          |  |  |  |  |  |  |  |  |  |  |  |  |  |  |  |  |  |  |  |  |
|                                                                      |                                                                      |                                                                      |                                                                      |                                                                      |                                                                      |                                                       |                                                       | Апелляции на решения Центральной избирательной комиссии | Апелляции на решения Центральной избирательной комиссии | Апелляции на решения Центральной избирательной комиссии | Апелляции на решения Центральной избирательной комиссии | Апелляции на решения Центральной избирательной комиссии | Апелляции на решения Центральной избирательной комиссии |                                                    |                                                    | Апелляции на решения Военного апелляционного трибунала | Апелляции на решения Военного апелляционного трибунала | Апелляции на решения Военного апелляционного трибунала | Апелляции на решения Военного апелляционного трибунала | Апелляции на решения Военного апелляционного трибунала | Апелляции на решения Военного апелляционного трибунала |                                  |                                  | Судебная защита во имя справедливости                             | Судебная защита во имя справедливости                             | Судебная защита во имя справедливости                             | Судебная защита во имя справедливости                             | Судебная защита во имя справедливости                             | Судебная защита во имя справедливости                             |                                                     |                                                     | Ордера, обязывающие органы власти и их представителей           | Ордера, обязывающие органы власти и их представителей           | Ордера, обязывающие органы власти и их представителей           | Ордера, обязывающие органы власти и их представителей           | Ордера, обязывающие органы власти и их представителей           | Ордера, обязывающие органы власти и их представителей           |  |  | Ордер на освобождение незаконно задержанных и заключённых                   | Ордер на освобождение незаконно задержанных и заключённых                   | Ордер на освобождение незаконно задержанных и заключённых                   | Ордер на освобождение незаконно задержанных и заключённых                   | Ордер на освобождение незаконно задержанных и заключённых                   | Ордер на освобождение незаконно задержанных и заключённых                   |  |  | Судебный контроль над законами             | Судебный контроль над законами             | Судебный контроль над законами             | Судебный контроль над законами             | Судебный контроль над законами             | Судебный контроль над законами             |  |  |                                          |                                          |                                          |                                          |                                          |                                          |  |  |  |  |  |  |  |  |  |  |  |  |  |  |  |  |  |  |  |  |
|                                                                      |                                                                      |                                                                      |                                                                      |                                                                      |                                                                      |                                                       |                                                       |                                                         |                                                         |                                                         |                                                         |                                                         |                                                         |                                                    |                                                    |                                                        |                                                        |                                                        |                                                        |                                                        |                                                        |                                  |                                  |                                                                   |                                                                   |                                                                   |                                                                   |                                                                   |                                                                   |                                                     |                                                     |                                                                 |                                                                 |                                                                 |                                                                 |                                                                 |                                                                 |  |  |                                                                             |                                                                             |                                                                             |                                                                             |                                                                             |                                                                             |  |  |                                            |                                            |                                            |                                            |                                            |                                            |  |  |                                          |                                          |                                          |                                          |                                          |                                          |  |  |  |  |  |  |  |  |  |  |  |  |  |  |  |  |  |  |  |  |
|                                                                      |                                                                      |                                                                      |                                                                      |                                                                      |                                                                      |                                                       |                                                       |                                                         |                                                         |                                                         |                                                         |                                                         |                                                         |                                                    |                                                    |                                                        |                                                        |                                                        |                                                        |                                                        |                                                        |                                  |                                  | Ордер суду, трибуналу или другому органу с судебными полномочиями | Ордер суду, трибуналу или другому органу с судебными полномочиями | Ордер суду, трибуналу или другому органу с судебными полномочиями | Ордер суду, трибуналу или другому органу с судебными полномочиями | Ордер суду, трибуналу или другому органу с судебными полномочиями | Ордер суду, трибуналу или другому органу с судебными полномочиями |                                                     |                                                     | Судебный контроль за соблюдением полномочий религиозными судами | Судебный контроль за соблюдением полномочий религиозными судами | Судебный контроль за соблюдением полномочий религиозными судами | Судебный контроль за соблюдением полномочий религиозными судами | Судебный контроль за соблюдением полномочий религиозными судами | Судебный контроль за соблюдением полномочий религиозными судами |  |  | Судебный контроль над решениями Всеизраильского суда по трудовым конфликтам | Судебный контроль над решениями Всеизраильского суда по трудовым конфликтам | Судебный контроль над решениями Всеизраильского суда по трудовым конфликтам | Судебный контроль над решениями Всеизраильского суда по трудовым конфликтам | Судебный контроль над решениями Всеизраильского суда по трудовым конфликтам | Судебный контроль над решениями Всеизраильского суда по трудовым конфликтам |  |  |                                            |                                            |                                            |                                            |                                            |                                            |  |  |                                          |                                          |                                          |                                          |                                          |                                          |  |  |  |  |  |  |  |  |  |  |  |  |  |  |  |  |  |  |  |  |
|                                                                      |                                                                      |                                                                      |                                                                      |                                                                      |                                                                      |                                                       |                                                       |                                                         |                                                         |                                                         |                                                         |                                                         |                                                         |                                                    |                                                    |                                                        |                                                        |                                                        |                                                        |                                                        |                                                        |                                  |                                  | Ордер суду, трибуналу или другому органу с судебными полномочиями | Ордер суду, трибуналу или другому органу с судебными полномочиями | Ордер суду, трибуналу или другому органу с судебными полномочиями | Ордер суду, трибуналу или другому органу с судебными полномочиями | Ордер суду, трибуналу или другому органу с судебными полномочиями | Ордер суду, трибуналу или другому органу с судебными полномочиями |                                                     |                                                     | Судебный контроль за соблюдением полномочий религиозными судами | Судебный контроль за соблюдением полномочий религиозными судами | Судебный контроль за соблюдением полномочий религиозными судами | Судебный контроль за соблюдением полномочий религиозными судами | Судебный контроль за соблюдением полномочий религиозными судами | Судебный контроль за соблюдением полномочий религиозными судами |  |  | Судебный контроль над решениями Всеизраильского суда по трудовым конфликтам | Судебный контроль над решениями Всеизраильского суда по трудовым конфликтам | Судебный контроль над решениями Всеизраильского суда по трудовым конфликтам | Судебный контроль над решениями Всеизраильского суда по трудовым конфликтам | Судебный контроль над решениями Всеизраильского суда по трудовым конфликтам | Судебный контроль над решениями Всеизраильского суда по трудовым конфликтам |  |  |                                            |                                            |                                            |                                            |                                            |                                            |  |  |                                          |                                          |                                          |                                          |                                          |                                          |  |  |  |  |  |  |  |  |  |  |  |  |  |  |  |  |  |  |  |  |
|                                                                      |                                                                      |                                                                      |                                                                      |                                                                      |                                                                      |                                                       |                                                       |                                                         |                                                         |                                                         |                                                         |                                                         |                                                         |                                                    |                                                    |                                                        |                                                        |                                                        |                                                        |                                                        |                                                        |                                  |                                  |                                                                   |                                                                   |                                                                   |                                                                   |                                                                   |                                                                   |                                                     |                                                     |                                                                 |                                                                 |                                                                 |                                                                 |                                                                 |                                                                 |  |  |                                                                             |                                                                             |                                                                             |                                                                             |                                                                             |                                                                             |  |  |                                            |                                            |                                            |                                            |                                            |                                            |  |  |                                          |                                          |                                          |                                          |                                          |                                          |  |  |  |  |  |  |  |  |  |  |  |  |  |  |  |  |  |  |  |  |
| Окружной суд                                                         | Окружной суд                                                         | Окружной суд                                                         | Окружной суд                                                         | Окружной суд                                                         | Окружной суд                                                         |                                                       |                                                       |                                                         |                                                         |                                                         |                                                         |                                                         |                                                         |                                                    |                                                    |                                                        |                                                        |                                                        |                                                        |                                                        |                                                        |                                  |                                  |                                                                   |                                                                   |                                                                   |                                                                   |                                                                   |                                                                   |                                                     |                                                     |                                                                 |                                                                 |                                                                 |                                                                 |                                                                 |                                                                 |  |  | Всеизраильский суд по трудовым конфликтам                                   | Всеизраильский суд по трудовым конфликтам                                   | Всеизраильский суд по трудовым конфликтам                                   | Всеизраильский суд по трудовым конфликтам                                   | Всеизраильский суд по трудовым конфликтам                                   | Всеизраильский суд по трудовым конфликтам                                   |  |  |                                            |                                            |                                            |                                            |                                            |                                            |  |  |                                          |                                          |                                          |                                          |                                          |                                          |  |  |  |  |  |  |  |  |  |  |  |  |  |  |  |  |  |  |  |  |
| Окружной суд                                                         | Окружной суд                                                         | Окружной суд                                                         | Окружной суд                                                         | Окружной суд                                                         | Окружной суд                                                         | Суд первой инстанции: Гражданские дела Уголовные дела | Суд первой инстанции: Гражданские дела Уголовные дела | Суд первой инстанции: Гражданские дела Уголовные дела   | Суд первой инстанции: Гражданские дела Уголовные дела   | Суд первой инстанции: Гражданские дела Уголовные дела   | Суд первой инстанции: Гражданские дела Уголовные дела   |                                                         |                                                         | Апелляционный суд по гражданским и уголовным делам | Апелляционный суд по гражданским и уголовным делам | Апелляционный суд по гражданским и уголовным делам     | Апелляционный суд по гражданским и уголовным делам     | Апелляционный суд по гражданским и уголовным делам     | Апелляционный суд по гражданским и уголовным делам     |                                                        |                                                        | Суд по административным вопросам | Суд по административным вопросам | Суд по административным вопросам                                  | Суд по административным вопросам                                  | Суд по административным вопросам                                  | Суд по административным вопросам                                  |                                                                   |                                                                   | Апелляции по делам дисциплинарного суда госслужащих | Апелляции по делам дисциплинарного суда госслужащих | Апелляции по делам дисциплинарного суда госслужащих             | Апелляции по делам дисциплинарного суда госслужащих             | Апелляции по делам дисциплинарного суда госслужащих             | Апелляции по делам дисциплинарного суда госслужащих             |                                                                 |                                                                 |  |  |                                                                             |                                                                             |                                                                             |                                                                             | Всеизраильский суд по трудовым конфликтам                                   | Всеизраильский суд по трудовым конфликтам                                   |  |  | Апелляционный суд по трудовым конфликтам   | Апелляционный суд по трудовым конфликтам   | Апелляционный суд по трудовым конфликтам   | Апелляционный суд по трудовым конфликтам   | Апелляционный суд по трудовым конфликтам   | Апелляционный суд по трудовым конфликтам   |  |  | Споры между работодателями и профсоюзами | Споры между работодателями и профсоюзами | Споры между работодателями и профсоюзами | Споры между работодателями и профсоюзами | Споры между работодателями и профсоюзами | Споры между работодателями и профсоюзами |  |  |  |  |  |  |  |  |  |  |  |  |  |  |  |  |  |  |  |  |
|                                                                      |                                                                      |                                                                      |                                                                      |                                                                      |                                                                      | Суд первой инстанции: Гражданские дела Уголовные дела | Суд первой инстанции: Гражданские дела Уголовные дела | Суд первой инстанции: Гражданские дела Уголовные дела   | Суд первой инстанции: Гражданские дела Уголовные дела   | Суд первой инстанции: Гражданские дела Уголовные дела   | Суд первой инстанции: Гражданские дела Уголовные дела   |                                                         |                                                         | Апелляционный суд по гражданским и уголовным делам | Апелляционный суд по гражданским и уголовным делам | Апелляционный суд по гражданским и уголовным делам     | Апелляционный суд по гражданским и уголовным делам     | Апелляционный суд по гражданским и уголовным делам     | Апелляционный суд по гражданским и уголовным делам     |                                                        |                                                        | Суд по административным вопросам | Суд по административным вопросам | Суд по административным вопросам                                  | Суд по административным вопросам                                  | Суд по административным вопросам                                  | Суд по административным вопросам                                  |                                                                   |                                                                   | Апелляции по делам дисциплинарного суда госслужащих | Апелляции по делам дисциплинарного суда госслужащих | Апелляции по делам дисциплинарного суда госслужащих             | Апелляции по делам дисциплинарного суда госслужащих             | Апелляции по делам дисциплинарного суда госслужащих             | Апелляции по делам дисциплинарного суда госслужащих             |                                                                 |                                                                 |  |  |                                                                             |                                                                             |                                                                             |                                                                             |                                                                             |                                                                             |  |  | Апелляционный суд по трудовым конфликтам   | Апелляционный суд по трудовым конфликтам   | Апелляционный суд по трудовым конфликтам   | Апелляционный суд по трудовым конфликтам   | Апелляционный суд по трудовым конфликтам   | Апелляционный суд по трудовым конфликтам   |  |  | Споры между работодателями и профсоюзами | Споры между работодателями и профсоюзами | Споры между работодателями и профсоюзами | Споры между работодателями и профсоюзами | Споры между работодателями и профсоюзами | Споры между работодателями и профсоюзами |  |  |  |  |  |  |  |  |  |  |  |  |  |  |  |  |  |  |  |  |
|                                                                      |                                                                      |                                                                      |                                                                      |                                                                      |                                                                      |                                                       |                                                       |                                                         |                                                         |                                                         |                                                         |                                                         |                                                         |                                                    |                                                    |                                                        |                                                        |                                                        |                                                        |                                                        |                                                        |                                  |                                  |                                                                   |                                                                   |                                                                   |                                                                   |                                                                   |                                                                   |                                                     |                                                     |                                                                 |                                                                 |                                                                 |                                                                 |                                                                 |                                                                 |  |  |                                                                             |                                                                             |                                                                             |                                                                             |                                                                             |                                                                             |  |  |                                            |                                            |                                            |                                            |                                            |                                            |  |  |                                          |                                          |                                          |                                          |                                          |                                          |  |  |  |  |  |  |  |  |  |  |  |  |  |  |  |  |  |  |  |  |
|                                                                      |                                                                      |                                                                      |                                                                      |                                                                      |                                                                      |                                                       |                                                       |                                                         |                                                         |                                                         |                                                         |                                                         |                                                         |                                                    |                                                    |                                                        |                                                        |                                                        |                                                        |                                                        |                                                        |                                  |                                  |                                                                   |                                                                   |                                                                   |                                                                   |                                                                   |                                                                   |                                                     |                                                     |                                                                 |                                                                 |                                                                 |                                                                 |                                                                 |                                                                 |  |  |                                                                             |                                                                             |                                                                             |                                                                             |                                                                             |                                                                             |  |  |                                            |                                            |                                            |                                            |                                            |                                            |  |  |                                          |                                          |                                          |                                          |                                          |                                          |  |  |  |  |  |  |  |  |  |  |  |  |  |  |  |  |  |  |  |  |
|                                                                      |                                                                      |                                                                      |                                                                      |                                                                      |                                                                      |                                                       |                                                       |                                                         |                                                         |                                                         |                                                         |                                                         |                                                         |                                                    |                                                    |                                                        |                                                        |                                                        |                                                        |                                                        |                                                        |                                  |                                  |                                                                   |                                                                   |                                                                   |                                                                   |                                                                   |                                                                   |                                                     |                                                     |                                                                 |                                                                 |                                                                 |                                                                 |                                                                 |                                                                 |  |  |                                                                             |                                                                             |                                                                             |                                                                             |                                                                             |                                                                             |  |  |                                            |                                            |                                            |                                            |                                            |                                            |  |  |                                          |                                          |                                          |                                          |                                          |                                          |  |  |  |  |  |  |  |  |  |  |  |  |  |  |  |  |  |  |  |  |
| Мировой суд                                                          | Мировой суд                                                          | Мировой суд                                                          | Мировой суд                                                          | Мировой суд                                                          | Мировой суд                                                          |                                                       |                                                       |                                                         |                                                         |                                                         |                                                         |                                                         |                                                         |                                                    |                                                    |                                                        |                                                        |                                                        |                                                        |                                                        |                                                        |                                  |                                  |                                                                   |                                                                   |                                                                   |                                                                   |                                                                   |                                                                   |                                                     |                                                     |                                                                 |                                                                 |                                                                 |                                                                 |                                                                 |                                                                 |  |  | Региональный суд по трудовым конфликтам                                     | Региональный суд по трудовым конфликтам                                     | Региональный суд по трудовым конфликтам                                     | Региональный суд по трудовым конфликтам                                     | Региональный суд по трудовым конфликтам                                     | Региональный суд по трудовым конфликтам                                     |  |  |                                            |                                            |                                            |                                            |                                            |                                            |  |  |                                          |                                          |                                          |                                          |                                          |                                          |  |  |  |  |  |  |  |  |  |  |  |  |  |  |  |  |  |  |  |  |
| Мировой суд                                                          | Мировой суд                                                          | Мировой суд                                                          | Мировой суд                                                          | Мировой суд                                                          | Мировой суд                                                          | Суд первой инстанции: Гражданские дела Уголовные дела | Суд первой инстанции: Гражданские дела Уголовные дела | Суд первой инстанции: Гражданские дела Уголовные дела   | Суд первой инстанции: Гражданские дела Уголовные дела   | Суд первой инстанции: Гражданские дела Уголовные дела   | Суд первой инстанции: Гражданские дела Уголовные дела   |                                                         |                                                         | Суд по семейным делам                              | Суд по семейным делам                              | Суд по семейным делам                                  | Суд по семейным делам                                  | Суд по семейным делам                                  | Суд по семейным делам                                  |                                                        |                                                        | Суд по по местным делам          | Суд по по местным делам          | Суд по по местным делам                                           | Суд по по местным делам                                           | Суд по по местным делам                                           | Суд по по местным делам                                           |                                                                   |                                                                   | Суд по дорожно- транспортным делам                  | Суд по дорожно- транспортным делам                  | Суд по дорожно- транспортным делам                              | Суд по дорожно- транспортным делам                              | Суд по дорожно- транспортным делам                              | Суд по дорожно- транспортным делам                              |                                                                 |                                                                 |  |  |                                                                             |                                                                             |                                                                             |                                                                             | Региональный суд по трудовым конфликтам                                     | Региональный суд по трудовым конфликтам                                     |  |  | Взаимоотношения работников и работодателей | Взаимоотношения работников и работодателей | Взаимоотношения работников и работодателей | Взаимоотношения работников и работодателей | Взаимоотношения работников и работодателей | Взаимоотношения работников и работодателей |  |  | Вопросы национального страхования        | Вопросы национального страхования        | Вопросы национального страхования        | Вопросы национального страхования        | Вопросы национального страхования        | Вопросы национального страхования        |  |  |  |  |  |  |  |  |  |  |  |  |  |  |  |  |  |  |  |  |
|                                                                      |                                                                      |                                                                      |                                                                      |                                                                      |                                                                      | Суд первой инстанции: Гражданские дела Уголовные дела | Суд первой инстанции: Гражданские дела Уголовные дела | Суд первой инстанции: Гражданские дела Уголовные дела   | Суд первой инстанции: Гражданские дела Уголовные дела   | Суд первой инстанции: Гражданские дела Уголовные дела   | Суд первой инстанции: Гражданские дела Уголовные дела   |                                                         |                                                         | Суд по семейным делам                              | Суд по семейным делам                              | Суд по семейным делам                                  | Суд по семейным делам                                  | Суд по семейным делам                                  | Суд по семейным делам                                  |                                                        |                                                        | Суд по по местным делам          | Суд по по местным делам          | Суд по по местным делам                                           | Суд по по местным делам                                           | Суд по по местным делам                                           | Суд по по местным делам                                           |                                                                   |                                                                   | Суд по дорожно- транспортным делам                  | Суд по дорожно- транспортным делам                  | Суд по дорожно- транспортным делам                              | Суд по дорожно- транспортным делам                              | Суд по дорожно- транспортным делам                              | Суд по дорожно- транспортным делам                              |                                                                 |                                                                 |  |  |                                                                             |                                                                             |                                                                             |                                                                             |                                                                             |                                                                             |  |  | Взаимоотношения работников и работодателей | Взаимоотношения работников и работодателей | Взаимоотношения работников и работодателей | Взаимоотношения работников и работодателей | Взаимоотношения работников и работодателей | Взаимоотношения работников и работодателей |  |  | Вопросы национального страхования        | Вопросы национального страхования        | Вопросы национального страхования        | Вопросы национального страхования        | Вопросы национального страхования        | Вопросы национального страхования        |  |  |  |  |  |  |  |  |  |  |  |  |  |  |  |  |  |  |  |  |
|                                                                      |                                                                      |                                                                      |                                                                      |                                                                      |                                                                      |                                                       |                                                       | Суд по делам несовершеннолетних                         | Суд по делам несовершеннолетних                         | Суд по делам несовершеннолетних                         | Суд по делам несовершеннолетних                         | Суд по делам несовершеннолетних                         | Суд по делам несовершеннолетних                         |                                                    |                                                    | Суд по мелким искам                                    | Суд по мелким искам                                    | Суд по мелким искам                                    | Суд по мелким искам                                    | Суд по мелким искам                                    | Суд по мелким искам                                    |                                  |                                  | Служба судебного исполнения                                       | Служба судебного исполнения                                       | Служба судебного исполнения                                       | Служба судебного исполнения                                       | Служба судебного исполнения                                       | Служба судебного исполнения                                       |                                                     |                                                     |                                                                 |                                                                 |                                                                 |                                                                 |                                                                 |                                                                 |  |  | Уголовные нарушения трудовых законов                                        | Уголовные нарушения трудовых законов                                        | Уголовные нарушения трудовых законов                                        | Уголовные нарушения трудовых законов                                        | Уголовные нарушения трудовых законов                                        | Уголовные нарушения трудовых законов                                        |  |  |                                            |                                            |                                            |                                            |                                            |                                            |  |  |                                          |                                          |                                          |                                          |                                          |                                          |  |  |  |  |  |  |  |  |  |  |  |  |  |  |  |  |  |  |  |  |

Цвет фона
- — суд общей юрисдикции
- — суд специальной юрисдикции

## Законодательство
- Основной закон: Судебная власть[1]
- Закон о судах [комбинированная версия] 1984 года[6]
- Правила судопроизводства (порядок работы Комиссии по выбору судей) 1984 года[10]
- Закон об основах права 1980 года[4]
- Закон о порядке уголовного судопроизводства [комбинированная версия] 1982 года[11]
- Закон о суде по административным вопросам 2000 года[12]
- Закон о несовершеннолетних (судопроизводство, наказание и пути перевоспитания) 1971 года[13]
- Указ о дорожном движении [новая версия] 1961 года[14]
- Закон о суде по семейным делам 1995 года[15]
- Закон о защите прав квартиросъёмщика [комбинированная версия] 1972 года[16]
- Закон о судебном исполнении 1967 года[17]
- Закон о суде по трудовым конфликтам 1969 года[18]
- Закон о военном судопроизводстве 1955 года[19]
- Закон об административных трибуналах 1992 года[20]
- Закон о судопроизводстве раввинатских судов (брак и развод) 1953 года[21]
- Закон о судопроизводстве по делам о расторжении брака (особые случаи и международные полномочия) 1969 года[22]
- Закон о даянах от 1955 года[23]
- Закон о кадиях 1961 года[24]
- Закон о друзских религиозных судах от 1962 года[25]
- Указы короля в Совете относительно Эрец-Исраэль 1922—1947 годы[26]
- Постановления об обороне (чрезвычайном положении) от 1945 года[27]
- Декреты (№ 1 — № 3) командующего израильскими войсками в Иудее и Самарии от 1967 года[28]
- Приказ об обеспечении безопасности [комбинированная версия] (Иудея и Самария) (№ 1651) от 2009 года[29]
- Закон об уполномоченном по рассмотрению жалоб общественности на действия судей от 2002 года[30]

## Верховный суд
Расположенный в Иерусалиме Верховный суд является высшей судебной инстанцией Израиля, его юрисдикция распространяется на всю территорию государства.
Компетенция Верховного суда включает рассмотрение апелляций на решения окружных судов, а также судебную защиту, которую он может дать как первая и последняя инстанция, заседая в качестве Высшего суда справедливости (БАГАЦа). Прецедентные постановления Верховного суда обязывают все суды, кроме него самого. Пост председателя Верховного суда занимает судья  Эстер Хают (с 26 октября 2017)
.
Прецедентные постановления Верховного суда стали источником прав человека в стране. Многие из этих прав позднее были закреплены в основных законах государства, однако защита таких прав, как свобода слова, свобода собраний, свобода религии, по-прежнему опирается на постановления Верховного суда. В 90-х годах прошлого века судьями Верховного суда была объявлена так называемая конституционная революция, после которой Кнессет приостановил принятие новых основных законов и «процесс конституционного законодательства застопорился».
Месторасположением в Иерусалиме Верховный суд обязан своему первому председателю Моше Зморе, сумевшему убедить Бен-Гуриона сделать именно этот выбор. Свою работу в 1948 году Верховный суд Израиля начал в том же здании на Русском подворье, где заседал Верховный суд во время британского мандата. Спустя сорок четыре года для него было построено современное здание в районе правительственных учреждений Иерусалима возле Сада роз.

### Судьи
В большинстве судебных слушаний коллегия судей Верховного суда состоит из трёх человек. Некоторые вопросы решаются одним судьёй, а при дополнительном слушании коллегия состоит из пяти или большего числа судей. В любом случае в состав суда должно входить нечётное число судей.
Судьи Верховного суда, как и другие судьи судов общей юрисдикции, назначаются Комиссией по избранию судей, состоящей из девяти членов. В состав комиссии входят председатель Верховного суда и ещё двое судей этого суда. Требования, предъявляемые к кандидатам в судьи, оговорены законом. Число судей Верховного суда определяется решением Кнессета.
Во время создания Верховного суда в его состав входили 5 судей и ещё две вакансии оставались свободными. В настоящее время полный состав Верховного суда включает в себя 15 судей. С момента открытия Верховного суда и до 2011 года его членами были 60 судей.

### Апелляционный суд
В качестве апелляционного суда Верховный суд выступает как вторая и третья инстанция, рассматривающая апелляции на решения окружного суда по гражданским, уголовным и административным делам. Как правило, постановления Верховного суда являются окончательными. Редким исключением является повторное рассмотрение уголовного дела или дополнительное слушание Верховным судом дела, по которому он уже вынес постановление. Верховный суд также рассматривает апелляции на некоторые постановления трибуналов, решения дисциплинарного суда Коллегии адвокатов и решения, связанные с апелляционными жалобами заключённых или административными арестами.

### БАГАЦ
Высший суд справедливости рассматривает иски, не входящие в компетенцию других судов общей или специальной юрисдикции, если он полагает, что слушание этих дел необходимо в интересах справедливости. Обычно речь идёт о жалобах частных лиц или общественных организаций на незаконные действия, превышение полномочий и необоснованные (unreasonable) решения органов государственной и местной власти и их представителей. В компетенцию БАГАЦа входит: освободить незаконно задержанного или заключённого; дать предписание, обязывающее правительство, местную власть, их представителя или другое официальное лицо; издать ордер для суда, трибунала или другого органа с судебными полномочиями. Обратиться в Высший суд справедливости могут не только граждане Израиля, но и жители Иудеи и Самарии (Западный берег реки Иордан), не имеющие израильского гражданства.

## Окружной суд
Окружной суд является судом первой инстанции по вопросам, не входящим в юрисдикцию мирового суда, и апелляционным судом, рассматривающим апелляции на решения мировых судов округа. Прецедентные решения окружного суда имеют рекомендательный характер для всех мировых судов округа. Во главе окружного суда стоит его председатель. Как правило, судебное слушание суда первой инстанции ведёт один судья. В случаях, когда речь идёт об апелляции или об особо тяжких преступлениях (убийстве, изнасиловании, преступлениях против госбезопасности и других), коллегия судей состоит из трёх человек.
В Израиле действуют 6 окружных судов, каждый из которых обладает юрисдикцией в своём округе. На округ Иудеи и Самарии территориальная юрисдикция израильских общих судов не распространяется. В округе действует израильский военный суд, а также продолжают функционировать местные суды, существовавшие здесь до 1967 года. Военные суды и общие суды первой и второй инстанции имеют параллельную юрисдикцию в отношении израильских граждан, и их дела, как правило, ведутся в мировом или окружном суде.
В качестве суда первой инстанции окружной суд рассматривает все гражданские и уголовные дела, не находящиеся в компетенции мирового суда, а также административные дела в соответствии с Законом о суде по административным вопросам. В частности, он рассматривает гражданские иски на суммы свыше 2.5 миллионов шекелей и уголовные дела, предусматривающие заключение на срок не менее семи лет, а также такие вопросы, как собственность на недвижимость, банкротство, ликвидация компаний, жалобы заключённых. В компетенцию окружного суда входят все вопросы, не находящиеся в исключительной юрисдикции другого суда, однако, если вопрос находится в параллельной юрисдикции другого суда, окружной суд не всегда имеет приоритет перед ним.
В качестве апелляционного суда окружной суд выступает как вторая инстанция, рассматривающая апелляции на постановления мирового суда, а также апелляции на решения административных трибуналов и решения глав бюро судебного исполнения.

### Суд по административным вопросам
Окружной суд может заседать в качестве суда по административным вопросам, рассматривая ходатайство частного лица против государственного ведомства, апелляцию на решение госучреждения или административный иск. К государственным ведомствам относятся органы государственной власти и местного самоуправления, а также другие органы и должностные лица, правомочные осуществлять государственные функции. Список ходатайств, апелляций и исков, входящих в компетенцию административного суда, приводится в приложениях к Закону о суде по административным вопросам. Административные вопросы, не перечисленные в Законе, рассматриваются Верховным судом, заседающим в качестве БАГАЦа. Процедура суда по административным вопросам и предоставляемая им судебная защита аналогичны тем, которые практикуются в БАГАЦе.
Следует отметить, что принцип верховенства закона накладывает ограничения не только на граждан демократического государства, но и на его органы власти. В соответствии с этим принципом органам государственной власти разрешено только то, что определено законом, в то время как частному лицу дозволено всё, что не запрещено законом.
Ходатайства в административный суд могут быть, к примеру, связаны с вопросами арноны (муниципальных налогов), образования, разрешений на ведения бизнеса, проведения тендеров и другими вопросами. Апелляция может быть подана на некоторые решения государственных ведомств, решения которые опираются на Закон о планировании и строительстве, Закон об электричестве, Закон о контроле над школами, Закон о въезде в Израиль и на другие законы. В настоящее время определены только два вида исков: требование компенсации, связанное с проведением тендера, и представительский (групповой) иск против государственного ведомства.

## Список окружных и мировых судов
| Округ               | Окружной суд | Председатель окруж. суда | Мировые суды                                                          | Примечания |
| ------------------- | ------------ | ------------------------ | --------------------------------------------------------------------- | --- |
| Северный округ      | Назарет      | Авраам Авраам            | Афула, Бейт-Шеан, Кацрин, Кирьят-Шмона, Масада, Назарет, Тверия, Цфат | Включает Голанские высоты |
| Хайфский округ      | Хайфа        | Рон Шапиро               | Акко, Крайот, Нагария, Хадера, Хайфа                                  | В судебной системе Акко и Нагария включены не в Северный, а Хайфский округ                                                                                               |
| Центральный округ   | Лод          | Авраам Таль              | Кефар-Сава, Нетания, Петах-Тиква, Рамле, Реховот, Ришон-ле-Цион       | В судебной системе Холон и Бат-Ям включены не в Тель-Авивский, а Центральный округ, однако дорожно-транспортные дела этих городов рассматриваются в Тель-Авивский округе |
| Тель-Авивский округ | Тель-Авив    | Эйтан Оренштейн          | Тель-Авив, Герцлия                                                    | |
| Иерусалимский округ | Иерусалим    | Аарон Фаркаш             | Иерусалим, Бейт-Шемеш                                                 | |
| Южный округ         | Беэр-Шева    | Йосеф Алон               | Ашдод, Ашкелон, Беэр-Шева, Димона, Кирьят-Гат, Эйлат                  | |

## Мировой суд
Мировой суд является судом первой инстанции по рассмотрению большинства уголовных и гражданских дел. В его юрисдикцию входят уголовные дела, наказанием за которые является штраф или лишение свободы на срок до 7 лет, и гражданские иски на суммы, не превышающие 2.5 миллионов шекелей. Некоторые вопросы, связанные с недвижимостью и другими областями, не входят в компетенцию мирового суда. Вместе с тем, при рассмотрении вопросов, связанных с Законом о суде по семейным делам, полномочия мирового суда расширяются.
Во главе мирового суда стоит его председатель. Как правило, мировой суд рассматривает дела в составе одного судьи, однако в отдельных случаях коллегия может состоять из трёх судей. Окончательное решение мирового суда может быть обжаловано в окружном суде, если же решение суда по гражданскому делу неокончательно, то для рассмотрения апелляции требуется разрешение окружного суда.
В рамках мирового суда также действует ряд судов по особым вопросам, их обсуждению посвящено продолжение настоящего раздела.

### Суд по семейным делам
Суд по семейным делам рассматривает семейные споры и, в частности, такие вопросы, как содержание детей, алименты, опекунство, усыновление, наследство, раздел имущества, расторжение брака между исповедующими разную веру. Параллельную юрисдикцию по некоторым из этих вопросов имеют религиозные суды, наделённые также исключительной юрисдикцией в вопросах брака и развода между людьми одной веры. До принятия Закона о суде по семейным делам и создания судов по семейным делам в 1995 году вопросы семейного права были в компетенции окружных судов.
В начале 2011 года действовало 14 судов по семейным делам. Это позволило сосредоточить под одной крышей весь комплекс вопросов, связанных с семейными конфликтами. Судьи, заседающие в этих судах, обладают специальными знаниями в семейном праве. При суде действует служба помощи, в которой работают психологи, социальные работники и психиатры. Апелляции на решения суда по семейным делам рассматриваются окружным судом.
При рассмотрении некоторых вопросов суд по семейным делам принимает во внимание доклад так называемого «пакид саад» — социального служащего, обладающего широкими полномочиями. Действия и рекомендации этих социальных работниц нередко вызывает серьёзную критику общественных организаций и некоторых судей.

### Суд по мелким искам
Частное лицо может подать гражданский иск в суд по мелким искам при условии, что сумма иска небольшая, то есть не превышает установленного законом предела. Ответчиком может быть частное лицо, торговое предприятие, корпорация или другое юридическое лицо. В начале 2011 года максимальная сумма иска составляла 31 900 шекелей (время от времени эта сумма может меняться).
Полномочия суда по мелким искам оговорены в Законе о судах. Отличительной особенностью этих полномочий является то, что суд вправе принять доказательство, недопустимое в обыкновенном суде по гражданским делам, а также упростить судебную процедуру, если это содействует принятию быстрого и справедливого решения. В суде по мелким искам стороны обычно сами защищают свои интересы. Суд может разрешить представителю выступать от имени одной из сторон, но при условии, что тот представляет сторону безвозмездно и не занимается представительством на регулярной основе. Как правило, стороны не могут быть представлены адвокатом, однако, если для этого существуют особые основания, суд может разрешить и такое представительство. Окончательное решение суда по мелким искам можно обжаловать в окружном суде, но для этого необходимо получить разрешение судьи.

### Суд по местным делам
В юрисдикцию суда по местным делам входят правонарушения, которые установлены законами и подзаконными актами, связанными с работой органов местной власти (муниципалитетов, местных советов). К этим законам относятся Указ о муниципалитетах и Указ о местных советах (изданные впервые во времена британского мандата), Закон о планировании и строительстве и другие законы, список которых приводится в дополнении к Закону о судах. Из подзаконных актов следует отметить вспомогательные муниципальные законы, принимаемые органами местного самоуправления и утверждаемые министром внутренних дел. Вспомогательные муниципальные законы действуют на территории местной власти, принявшей этот подзаконный акт. Примерами правонарушений местного характера могут служить незаконное строительство, невыполнение условий разрешения на ведение бизнеса, неправильная парковка, нарушения Закона об обязательном образовании, нарушение требований ветеринарной службы.
Полномочия суда по местным делам оговорены в Законе о судах. Мировой суд имеет параллельную юрисдикцию по делам, которые рассматривает суд по местным делам. В некоторых городах, например Кармиэле, Ариэле, Бат-Яме, Маале-Адумим, действуют суды по местным делам, хотя в них нет мирового суда. Юрисдикция некоторых судов по местным делам распространяется на несколько городов и местных советов (например, юрисдикция суда в Кирьят-Бялике распространяется на Кирьят-Моцкин, Нешер, Кирьят-Тивон и на другие районы). В местах, где не были учреждены суды по местным делам, правонарушения местного характера могут быть рассмотрены мировым судом. Наказанием за правонарушения местного характера чаще всего является штраф. Права на подачу апелляции установлены такие же, как и в мировом суде.

### Суд по дорожно-транспортным делам
В начале 2011 года суды по дорожно-транспортным делам действовали в 17 городах Израиля. Суд по дорожно-транспортным делам рассматривает правонарушения, связанные с дорожным транспортом и его страхованием. К дорожно-транспортным правонарушениям относятся нарушения, установленные в Указе о дорожном движении, в принятых в соответствии с Указом подзаконных актах и в законах, список которых приводится в Указе. Апелляции на решения суда по дорожно-транспортным делам рассматриваются окружным судом.
Так же как в уголовных делах, судебное разбирательство по дорожно-транспортным делам осуществляется в соответствии с Закон о порядке уголовного судопроизводства. Обвиняемый в правонарушении получает обвинительное заключение в одной из двух форм: либо в виде рапорта, предоставляющего выбор между оплатой штрафа и судебным разбирательством; либо рапорта в виде обвинительного заключения и повестки в суд. Первый вид обвинения практикуется в случае лёгких нарушений, таких как неправильная парковка, причём уплата штрафа означает признание вины. В случае более серьёзных нарушений, или если обвиняемый в лёгком нарушении намерен защищать свои действия, дело разбирается в суде. Если суд выносит решение о виновности обвиняемого, он вправе наложить на него следующие наказания: штраф, лишение водительских прав, тюремное заключение (фактическое или условное), общественные работы (вместо заключения) и некоторые другие наказания.
Управление судов и Государственная прокуратура готовят реформу в области дорожно-транспортного права. Цель реформы — не применять уголовное судопроизводство в случае лёгких правонарушений, а использовать вместо него административную процедуру.

### Суд по делам несовершеннолетних
Судом по делам несовершеннолетних является мировой или окружной суд, в котором заседает судья, прошедший специальную подготовку и получивший назначение ювенального судьи (судьи по делам несовершеннолетних). Несовершеннолетним считается лицо, не достигшее возраста 18 лет. Во главе системы судов по делам несовершеннолетних стоит председатель. С 2006 года пост председателя судов по делам несовершеннолетних занимает судья Галит Мор Выгодски. Целью создания этих судов, называемых также судами по делам молодёжи, было совместить правосудие с методами ухода за несовершеннолетними, совершившими правонарушение или находящимися в группе риска. Слушания по делам несовершеннолетних проводятся при закрытых дверях, запрещается публикация имён и другой информации, позволяющей опознать личность несовершеннолетнего. Существуют два вида судебных процессов, проводимых в суде по делам несовершеннолетних: уголовный в соответствии с Законом о несовершеннолетних (судопроизводство, наказание и пути перевоспитания) и гражданский в соответствии с Законом о несовершеннолетних (уход и надзор).
Первый процесс инициируется прокурором против подростков, которые совершили правонарушение и несут уголовную ответственность. Согласно Закону об уголовном праве 1977 года лица, которым ещё не исполнилось 12 лет, уголовную ответственность не несут. Родители обвиняемого, как правило, вправе присутствовать на заседаниях суда, а также (наряду с обвиняемым и его адвокатом) обращаться к суду с просьбами, опрашивать свидетелей и приводить свои доводы. В случае, если суд устанавливает, что несовершеннолетний совершил правонарушение, он обязан запросить рекомендации инспектора службы пробации (кцин мивхан). После получения рекомендации суд может: либо признать несовершеннолетнего виновным и вынести наказание; либо выдать ордер на надзор и уход за совершившим правонарушение; либо обойтись без приговора и без ордера.
Второй процесс возбуждает уполномоченный чиновник соцслужбы (пакид саад), если он полагает, что несовершеннолетний «нуждается в надзоре». В результате такого процесса ребёнок может быть изъят из семьи и переведён в специальное заведение или приёмную семью. Некоторые источники полагают, что необходимо пересмотреть законодательство в этой области. В Кнессете этим вопросом занимается парламентское лобби во главе с депутатом Мариной Солодкиной.
Приговор или постановление мирового суда по делам несовершеннолетних могут быть обжалованы в окружном суде по делам несовершеннолетних в течение 45 дней с момента вынесения приговора или постановления.

### Суд по делам аренды
В рамках мирового суда также действует суд по делам аренды. Его название на иврите «Трибунал по делам аренды» может ввести в заблуждение, так как трибунал (на иврите «бейт дин») обычно означает специализированный суд, а не суд общей юрисдикции. Кроме того, этот суд не занимается всеми видами аренды, а только «защищённой арендой», иногда называемой «деньги под ключ». Этот вид аренды ущемляет право собственности владельцев квартиры и почти не практикуется в настоящее время.
Слушание в суде по делам аренды осуществляется в соответствии с Законом о защите прав квартиросъёмщика. Суд заседает в составе одного судьи, занимающего пост мирового судьи. К рассматриваемым этим судом вопросам относится арендная плата за жилую квартиру или помещение для бизнеса, требование ремонта квартиры и другие вопросы, связанные с договором об аренде. Мировой суд имеет параллельную юрисдикцию по делам, рассматриваемым судом по делам аренды, если вопросы аренды возникают в процессе другого дела, обсуждаемого мировым судом. Решение суда по делам аренды могут быть обжалованы так же, как и решения мировых судов.

### Служба судебного исполнения
В 2008 году была принята 29 поправка к Закону о судебном исполнении, заложившая основы реформы судебного исполнения. Реформа ставила своей целью повысить эффективность работы службы судебного исполнения и обеспечить более сбалансированные права как кредиторов, так и должников. В соответствии с законом было учреждено Управление по исполнению судебных решений и взысканию долгов, которое находится в ведомстве министра юстиции. Все бюро судебного исполнения были переданы в распоряжение начальника Управления, и теперь они действуют в рамках исполнительной, а не судебной власти. Тем не менее, всё ещё существует зависимость службы судебного исполнения от судебной системы, что выражается в порядке назначения регистраторов судебного исполнения. В октябре 2010 года правительство представило законопроект, определяющий новый порядок назначения регистраторов. Принятие этого законопроекта Кнессетом завершит отделение службы судебного исполнения от судебной системы.
Решение регистратора судебного исполнения может быть обжаловано в мировом суде, однако для рассмотрения некоторых апелляций требуется разрешение регистратора судебного исполнения или судьи мирового суда.

## Суды специальной юрисдикции
Наряду с системой судов общей юрисдикции в Израиле действуют специализированные суды с юрисдикцией, ограниченной определённой отраслью судопроизводства. На русском языке такой суд иногда называют «трибуналом», на иврите это «бейт дин», в то время как суд общей юрисдикции называется «бейт мишпат». Специализированные суды наделены исключительными (а иногда и параллельными с общими судами) полномочиями вести судопроизводство в ограниченной сфере и среди определённой группы населения. Например, полномочия военного трибунала ограничены рассмотрением воинских и уголовных преступлений, совершённых военнослужащими.
Не все суды, полномочия которых ограничены какой-либо сферой судопроизводства, являются специализированными судами. Например, суд по административным вопросам и суд по семейным делам действуют каждый в своей сфере, но согласно закону они относятся к судам общей юрисдикции. В свою очередь, суд по трудовым конфликтам является специализированным судом, так как ни Основной закон: Судебная власть, ни Закон о суде по трудовым конфликтам не определили его в качестве суда общей юрисдикции (См. параграф 46 отчёта комиссии Замира).
Суды специальной юрисдикции являются частью судебной системы Израиля, но в отличие от судов общей юрисдикции, они не объединены в единую организационную структуру. Тем не менее, специализированные суды имеют некоторые общие черты: они учреждены на основании особых законов, на них распространяются основные принципы судопроизводства, в состав суда могут входить непрофессиональные юристы. Некоторые из этих судов имеют собственную апелляционную инстанцию (суд по трудовым конфликтам, религиозные суды, военный трибунал); на решения некоторых из них (суд по трудовым конфликтам, религиозный суд) нельзя апеллировать в суд общей юрисдикции, а только можно подать иск (ходатайство) в БАГАЦ, используя его полномочия судебного контроля; некоторые из этих судов имеют отдельное административное управление (например, раввинатский суд); судьи этих судов назначаются различными комиссиями по избранию судей.

## Суд по трудовым конфликтам
Суд по трудовым конфликтам является специализированным судом, наделённым исключительной юрисдикцией в вопросах труда и социального обеспечения. Этот суд состоит из двух инстанций — регионального суда и Всеизраильского суда.
К источникам трудового права относятся законы, подзаконные акты, судебные прецеденты Всеизраильского суда по трудовым конфликтам, трудовые соглашения, правовые обычаи и признанные Израилем положения международных конвенций. К законам, регламентирующим трудовые отношения, относятся: Основной закон о свободе деятельности, Закон о суде по трудовым конфликтам, Закон о национальном страховании и ещё более 50 других законов. Различают между коллективными и индивидуальными трудовыми соглашениями. Сторонами трудового соглашения являются работодатель и работник или те, кто их представляет. У некоторых работодателей также существует коллективное урегулирование (например, в Гистадруте и в организации Хадасса). Закон о коллективных соглашениях определяет два вида коллективных соглашений — общие и специальные. Специальное соглашение действует на одном предприятии, и оно заключается между работодателем (или представляющей этого работодателя организацией) и представительным органом работников, на которых распространяется действие соглашения. Общее соглашение действует на всех предприятиях определённой отрасли (или региона), и оно заключается между организацией работодателей и представительным органом работников данной отрасли (региона).
В суде по трудовым конфликтам наряду с судьями заседают представители общественности, которых назначают министр юстиции и министр промышленности, торговли и занятости, предварительно посоветовавшись с представительным органом работников (профсоюзом) и представителем работодателей. В случае, если представитель общественности не является на судебное заседание, оно может быть проведено и без его присутствия.
Административное руководство судами по трудовым конфликтам, как и судами общей юрисдикции, осуществляется Управлением судов. Отчёты, составляемые Управлением судов в соответствии с Законом о свободе информации, содержат также информацию о судах по трудовым конфликтам. В новых зданиях суда, построенных в Хайфе, Беэр-Шеве и Назарете, расположены как суды общей юрисдикции, так и суды по трудовым конфликтам. Всё это указывает на большую близость между этими двумя подсистемами израильского суда. Определённое влияния на суд по трудовым конфликтам имеют министр промышленности, торговли и занятости, Гистадрут и Объединение промышленников Израиля. Вместе с тем суд по трудовым конфликтам является независимым судом, имеющим своих независимых судей и свою апелляционную инстанцию.

### Всеизраильский суд по трудовым конфликтам
Всеизраильский суд по трудовым конфликтам является высшей инстанцией трудовых судов Израиля. Суд расположен в Иерусалиме, его юрисдикция распространяется на всю территорию государства. В состав Всеизраильского суда по трудовым конфликтам входят 7 судей. Должность председателя суда с декабря 2013 года занимает судья Игаль Плитман, заменивший на этом посту судью Нили Арад.
Всеизраильский суд чаще всего заседает в составе пяти человек: трёх судей, представителя общественности от работодателей и представителя общественности от работников. В некоторых случаях в состав суда входят трое или семеро заседателей.
Всеизраильский суд по трудовым конфликтам рассматривает апелляции на решения региональных судов по трудовым конфликтам. Его исключительная юрисдикция также включает рассмотрение в первой инстанции: (1) конфликтов между лицами, правомочными выступать сторонами общего коллективного договора; (2) конфликтов между разными организациями работников или разными организациями работодателей по вопросам трудовых отношений. Кроме того, этот суд рассматривает апелляции на решения министра промышленности, торговли и занятости о предоставлении лицензий посреднической компании по трудоустройству (Закон о найме работников через подрядчика по трудовым ресурсам) и частному бюро по трудоустройству (Закон о службе трудоустройства).

### Региональный суд по трудовым конфликтам
Региональный суд по трудовым конфликтам является судом первой инстанции по рассмотрению большинства дел, связанных с вопросами труда и социального обеспечения. В начале 2011 года в Израиле действовало 5 региональных судов, расположенных в Иерусалиме, Тель-Авиве, Хайфе, Назарете и Беэр-Шеве. Во главе каждого регионального суда стоит его председатель. Региональные трудовые суды, как правило, заседают в составе трёх человек: одного судьи, представителя общественности от работодателей и представителя общественности от работников. Окончательное решение регионального суда может быть обжаловано в Всеизраильском суде; если же решение регионального суда по неуголовному делу неокончательно, то для рассмотрения апелляции необходимо разрешение. Региональные суды по трудовым конфликтам обладают исключительной юрисдикцией рассматривать определённые гражданские и административные дела, а также параллельной юрисдикцией рассматривать некоторые уголовные дела (См. также параграфы 61-62 отчёта комиссии Замира).
В сфере трудовых отношений в компетенцию регионального суда входит рассмотрение гражданских дел, связанных с индивидуальными (между работником и работодателем), коллективными (между сторонами специальных коллективных соглашений) и организационными (между работником и его профессиональной организацией) трудовыми конфликтами. Компетенция суда по административным делам включает пересмотр решений, принятых в рамках трудового права различными административными комиссиями. Источником полномочий регионального суда в уголовных делах являются такие законы, как Закон о часах работы и отдыха, Закон о труде подростков, Закон об иностранных рабочих и другие законы.
В сфере социального обеспечения в компетенцию регионального суда входят иски согласно Закону о национальном страховании и Закону о государственном медицинском страховании, а также иски против пенсионных касс.

### Судебный контроль над судом по трудовым конфликтам
Всеизраильский суд по трудовым конфликтам является высшей апелляционной инстанцией Израиля по трудовым спорам неуголовного характера. Вместе с тем окончательные решения Всеизраильского суда по трудовым конфликтам по неуголовным делам подлежат судебному контролю БАГАЦа. Так было установлено в прецедентном решении Верховного суда по делу Хатива в 1986 году. Согласно этому прецеденту вмешательство БАГАЦа в окончательное решение Всеизраильского суда по трудовым конфликтам ограничено случаями, когда выполнены два условия: (1) в решении суда обнаружена существенная ошибка; и (2) принцип справедливости обязывает БАГАЦ вмешаться, учитывая обстоятельства конкретного дела.
Прецедент по делу Хатива установил ограниченный судебный контроль БАГАЦа над решениями суда по трудовым конфликтам. На практике БАГАЦ, как правило, не вмешивается в решения Всеизраильского суда по трудовым конфликтам, однако в отдельных редких случаях БАГАЦу доводилось изменять или отменять решения этого суда (См. параграфы 156—162 отчёта комиссии Замира).

## Общая схема судебной системы Израиля (продолжение)
| Верховный суд                        |                                      |                                      |                                      |                                      |                                      |                                                    |                                                    |                                                                 |                                                                 |                                                                 |                                                                 |                                                                 |                                                                 |                                           |                                           |                                           |                                           |                                           |                                           |                                       |                                       |  |  |                                                                   |                                                                   |                                                                   |                                                                   |                                                                   |                                                                   |  |  |                                                        |                                                        |                                                        |                                                        |                                                        |                                                        |  |  |                           |                           |                           |                           |                           |                           |                                                   |                                                   |                                                                      |                                                                      |                                                                      |                                                                      |                                                                      |                                                                      |                                                                                   |                                                                                   |                                                                                   |                                                                                   |                                                                                   |                                                                                   |  |  |                        |                        |                        |                        |                        |                        |  |  |  |  |  |  |  |  |  |  |  |  |  |  |  |  |
| Председатель суда                    | Председатель суда                    | Председатель суда                    | Председатель суда                    | Председатель суда                    | Председатель суда                    |                                                    |                                                    |                                                                 |                                                                 |                                                                 |                                                                 |                                                                 |                                                                 |                                           |                                           | БАГАЦ                                     | БАГАЦ                                     | БАГАЦ                                     | БАГАЦ                                     | БАГАЦ                                 | БАГАЦ                                 |  |  |                                                                   |                                                                   |                                                                   |                                                                   |                                                                   |                                                                   |  |  | Особые полномочия                                      | Особые полномочия                                      | Особые полномочия                                      | Особые полномочия                                      | Особые полномочия                                      | Особые полномочия                                      |  |  |                           |                           |                           |                           |                           |                           |                                                   |                                                   | Апелляционный суд по гражданским, уголовным и административным делам | Апелляционный суд по гражданским, уголовным и административным делам | Апелляционный суд по гражданским, уголовным и административным делам | Апелляционный суд по гражданским, уголовным и административным делам | Апелляционный суд по гражданским, уголовным и административным делам | Апелляционный суд по гражданским, уголовным и административным делам |                                                                                   |                                                                                   |                                                                                   |                                                                                   |                                                                                   |                                                                                   |  |  |                        |                        |                        |                        |                        |                        |  |  |  |  |  |  |  |  |  |  |  |  |  |  |  |  |
| Председатель суда                    | Председатель суда                    | Председатель суда                    | Председатель суда                    | Председатель суда                    | Председатель суда                    |                                                    |                                                    |                                                                 |                                                                 |                                                                 |                                                                 |                                                                 |                                                                 |                                           |                                           | БАГАЦ                                     | БАГАЦ                                     | БАГАЦ                                     | БАГАЦ                                     | БАГАЦ                                 | БАГАЦ                                 |  |  |                                                                   |                                                                   |                                                                   |                                                                   |                                                                   |                                                                   |  |  | Особые полномочия                                      | Особые полномочия                                      | Особые полномочия                                      | Особые полномочия                                      | Особые полномочия                                      | Особые полномочия                                      |  |  |                           |                           |                           |                           |                           |                           |                                                   |                                                   | Апелляционный суд по гражданским, уголовным и административным делам | Апелляционный суд по гражданским, уголовным и административным делам | Апелляционный суд по гражданским, уголовным и административным делам | Апелляционный суд по гражданским, уголовным и административным делам | Апелляционный суд по гражданским, уголовным и административным делам | Апелляционный суд по гражданским, уголовным и административным делам |                                                                                   |                                                                                   |                                                                                   |                                                                                   |                                                                                   |                                                                                   |  |  |                        |                        |                        |                        |                        |                        |  |  |  |  |  |  |  |  |  |  |  |  |  |  |  |  |
|                                      |                                      |                                      |                                      |                                      |                                      |                                                    |                                                    |                                                                 |                                                                 |                                                                 |                                                                 |                                                                 |                                                                 |                                           |                                           |                                           |                                           |                                           |                                           |                                       |                                       |  |  |                                                                   |                                                                   |                                                                   |                                                                   |                                                                   |                                                                   |  |  |                                                        |                                                        |                                                        |                                                        |                                                        |                                                        |  |  |                           |                           |                           |                           |                           |                           |                                                   |                                                   |                                                                      |                                                                      |                                                                      |                                                                      |                                                                      |                                                                      |                                                                                   |                                                                                   |                                                                                   |                                                                                   |                                                                                   |                                                                                   |  |  |                        |                        |                        |                        |                        |                        |  |  |  |  |  |  |  |  |  |  |  |  |  |  |  |  |
| Вопросы юрисдикции религиозных судов | Вопросы юрисдикции религиозных судов | Вопросы юрисдикции религиозных судов | Вопросы юрисдикции религиозных судов | Вопросы юрисдикции религиозных судов | Вопросы юрисдикции религиозных судов |                                                    |                                                    | Судебный контроль за соблюдением полномочий религиозными судами | Судебный контроль за соблюдением полномочий религиозными судами | Судебный контроль за соблюдением полномочий религиозными судами | Судебный контроль за соблюдением полномочий религиозными судами | Судебный контроль за соблюдением полномочий религиозными судами | Судебный контроль за соблюдением полномочий религиозными судами |                                           |                                           | Судебная защита во имя справедливости     | Судебная защита во имя справедливости     | Судебная защита во имя справедливости     | Судебная защита во имя справедливости     | Судебная защита во имя справедливости | Судебная защита во имя справедливости |  |  | Ордер суду, трибуналу или другому органу с судебными полномочиями | Ордер суду, трибуналу или другому органу с судебными полномочиями | Ордер суду, трибуналу или другому органу с судебными полномочиями | Ордер суду, трибуналу или другому органу с судебными полномочиями | Ордер суду, трибуналу или другому органу с судебными полномочиями | Ордер суду, трибуналу или другому органу с судебными полномочиями |  |  | Апелляции на решения Военного апелляционного трибунала | Апелляции на решения Военного апелляционного трибунала | Апелляции на решения Военного апелляционного трибунала | Апелляции на решения Военного апелляционного трибунала | Апелляции на решения Военного апелляционного трибунала | Апелляции на решения Военного апелляционного трибунала |  |  |                           |                           |                           |                           |                           |                           |                                                   |                                                   |                                                                      |                                                                      |                                                                      |                                                                      |                                                                      |                                                                      |                                                                                   |                                                                                   |                                                                                   |                                                                                   |                                                                                   |                                                                                   |  |  |                        |                        |                        |                        |                        |                        |  |  |  |  |  |  |  |  |  |  |  |  |  |  |  |  |
| Вопросы юрисдикции религиозных судов | Вопросы юрисдикции религиозных судов | Вопросы юрисдикции религиозных судов | Вопросы юрисдикции религиозных судов | Вопросы юрисдикции религиозных судов | Вопросы юрисдикции религиозных судов |                                                    |                                                    | Судебный контроль за соблюдением полномочий религиозными судами | Судебный контроль за соблюдением полномочий религиозными судами | Судебный контроль за соблюдением полномочий религиозными судами | Судебный контроль за соблюдением полномочий религиозными судами | Судебный контроль за соблюдением полномочий религиозными судами | Судебный контроль за соблюдением полномочий религиозными судами |                                           |                                           | Судебная защита во имя справедливости     | Судебная защита во имя справедливости     | Судебная защита во имя справедливости     | Судебная защита во имя справедливости     | Судебная защита во имя справедливости | Судебная защита во имя справедливости |  |  | Ордер суду, трибуналу или другому органу с судебными полномочиями | Ордер суду, трибуналу или другому органу с судебными полномочиями | Ордер суду, трибуналу или другому органу с судебными полномочиями | Ордер суду, трибуналу или другому органу с судебными полномочиями | Ордер суду, трибуналу или другому органу с судебными полномочиями | Ордер суду, трибуналу или другому органу с судебными полномочиями |  |  | Апелляции на решения Военного апелляционного трибунала | Апелляции на решения Военного апелляционного трибунала | Апелляции на решения Военного апелляционного трибунала | Апелляции на решения Военного апелляционного трибунала | Апелляции на решения Военного апелляционного трибунала | Апелляции на решения Военного апелляционного трибунала |  |  |                           |                           |                           |                           |                           |                           |                                                   |                                                   |                                                                      |                                                                      |                                                                      |                                                                      |                                                                      |                                                                      |                                                                                   |                                                                                   |                                                                                   |                                                                                   |                                                                                   |                                                                                   |  |  |                        |                        |                        |                        |                        |                        |  |  |  |  |  |  |  |  |  |  |  |  |  |  |  |  |
|                                      |                                      |                                      |                                      |                                      |                                      |                                                    |                                                    |                                                                 |                                                                 |                                                                 |                                                                 |                                                                 |                                                                 |                                           |                                           |                                           |                                           |                                           |                                           |                                       |                                       |  |  |                                                                   |                                                                   |                                                                   |                                                                   |                                                                   |                                                                   |  |  |                                                        |                                                        |                                                        |                                                        |                                                        |                                                        |  |  |                           |                           |                           |                           |                           |                           |                                                   |                                                   |                                                                      |                                                                      |                                                                      |                                                                      |                                                                      |                                                                      |                                                                                   |                                                                                   |                                                                                   |                                                                                   |                                                                                   |                                                                                   |  |  |                        |                        |                        |                        |                        |                        |  |  |  |  |  |  |  |  |  |  |  |  |  |  |  |  |
|                                      |                                      |                                      |                                      |                                      |                                      |                                                    |                                                    |                                                                 |                                                                 |                                                                 |                                                                 |                                                                 |                                                                 |                                           |                                           |                                           |                                           |                                           |                                           |                                       |                                       |  |  |                                                                   |                                                                   |                                                                   |                                                                   |                                                                   |                                                                   |  |  |                                                        |                                                        |                                                        |                                                        |                                                        |                                                        |  |  |                           |                           |                           |                           |                           |                           |                                                   |                                                   |                                                                      |                                                                      |                                                                      |                                                                      |                                                                      |                                                                      |                                                                                   |                                                                                   |                                                                                   |                                                                                   |                                                                                   |                                                                                   |  |  |                        |                        |                        |                        |                        |                        |  |  |  |  |  |  |  |  |  |  |  |  |  |  |  |  |
|                                      |                                      |                                      |                                      |                                      |                                      |                                                    |                                                    |                                                                 |                                                                 |                                                                 |                                                                 |                                                                 |                                                                 |                                           |                                           |                                           |                                           |                                           |                                           |                                       |                                       |  |  |                                                                   |                                                                   |                                                                   |                                                                   |                                                                   |                                                                   |  |  |                                                        |                                                        |                                                        |                                                        |                                                        |                                                        |  |  |                           |                           |                           |                           |                           |                           |                                                   |                                                   |                                                                      |                                                                      |                                                                      |                                                                      |                                                                      |                                                                      |                                                                                   |                                                                                   |                                                                                   |                                                                                   |                                                                                   |                                                                                   |  |  |                        |                        |                        |                        |                        |                        |  |  |  |  |  |  |  |  |  |  |  |  |  |  |  |  |
|                                      |                                      |                                      |                                      |                                      |                                      |                                                    |                                                    | Религиозный апелляционный суд                                   | Религиозный апелляционный суд                                   | Религиозный апелляционный суд                                   | Религиозный апелляционный суд                                   | Религиозный апелляционный суд                                   | Религиозный апелляционный суд                                   |                                           |                                           |                                           |                                           |                                           |                                           |                                       |                                       |  |  | Военный апелляционный трибунал                                    | Военный апелляционный трибунал                                    | Военный апелляционный трибунал                                    | Военный апелляционный трибунал                                    | Военный апелляционный трибунал                                    | Военный апелляционный трибунал                                    |  |  |                                                        |                                                        |                                                        |                                                        |                                                        |                                                        |  |  |                           |                           |                           |                           |                           |                           |                                                   |                                                   | Окружной суд                                                         | Окружной суд                                                         | Окружной суд                                                         | Окружной суд                                                         | Окружной суд                                                         | Окружной суд                                                         |                                                                                   |                                                                                   |                                                                                   |                                                                                   |                                                                                   |                                                                                   |  |  |                        |                        |                        |                        |                        |                        |  |  |  |  |  |  |  |  |  |  |  |  |  |  |  |  |
|                                      |                                      |                                      |                                      |                                      |                                      |                                                    |                                                    | Религиозный апелляционный суд                                   | Религиозный апелляционный суд                                   | Религиозный апелляционный суд                                   | Религиозный апелляционный суд                                   | Религиозный апелляционный суд                                   | Религиозный апелляционный суд                                   |                                           |                                           |                                           |                                           |                                           |                                           |                                       |                                       |  |  | Военный апелляционный трибунал                                    | Военный апелляционный трибунал                                    | Военный апелляционный трибунал                                    | Военный апелляционный трибунал                                    | Военный апелляционный трибунал                                    | Военный апелляционный трибунал                                    |  |  |                                                        |                                                        |                                                        |                                                        |                                                        |                                                        |  |  |                           |                           |                           |                           |                           |                           |                                                   |                                                   | Окружной суд                                                         | Окружной суд                                                         | Окружной суд                                                         | Окружной суд                                                         | Окружной суд                                                         | Окружной суд                                                         |                                                                                   |                                                                                   |                                                                                   |                                                                                   |                                                                                   |                                                                                   |  |  |                        |                        |                        |                        |                        |                        |  |  |  |  |  |  |  |  |  |  |  |  |  |  |  |  |
|                                      |                                      |                                      |                                      |                                      |                                      |                                                    |                                                    | Апелляции на решения окружного религиозного суда                | Апелляции на решения окружного религиозного суда                | Апелляции на решения окружного религиозного суда                | Апелляции на решения окружного религиозного суда                | Апелляции на решения окружного религиозного суда                | Апелляции на решения окружного религиозного суда                |                                           |                                           |                                           |                                           |                                           |                                           |                                       |                                       |  |  | Апелляции на решения военного трибунала первой инстанции          | Апелляции на решения военного трибунала первой инстанции          | Апелляции на решения военного трибунала первой инстанции          | Апелляции на решения военного трибунала первой инстанции          | Апелляции на решения военного трибунала первой инстанции          | Апелляции на решения военного трибунала первой инстанции          |  |  |                                                        |                                                        |                                                        |                                                        |                                                        |                                                        |  |  |                           |                           |                           |                           |                           |                           |                                                   |                                                   | Апелляции на решения административного трибунала                     | Апелляции на решения административного трибунала                     | Апелляции на решения административного трибунала                     | Апелляции на решения административного трибунала                     | Апелляции на решения административного трибунала                     | Апелляции на решения административного трибунала                     |                                                                                   |                                                                                   |                                                                                   |                                                                                   |                                                                                   |                                                                                   |  |  |                        |                        |                        |                        |                        |                        |  |  |  |  |  |  |  |  |  |  |  |  |  |  |  |  |
|                                      |                                      |                                      |                                      |                                      |                                      |                                                    |                                                    | Апелляции на решения окружного религиозного суда                | Апелляции на решения окружного религиозного суда                | Апелляции на решения окружного религиозного суда                | Апелляции на решения окружного религиозного суда                | Апелляции на решения окружного религиозного суда                | Апелляции на решения окружного религиозного суда                |                                           |                                           |                                           |                                           |                                           |                                           |                                       |                                       |  |  | Апелляции на решения военного трибунала первой инстанции          | Апелляции на решения военного трибунала первой инстанции          | Апелляции на решения военного трибунала первой инстанции          | Апелляции на решения военного трибунала первой инстанции          | Апелляции на решения военного трибунала первой инстанции          | Апелляции на решения военного трибунала первой инстанции          |  |  |                                                        |                                                        |                                                        |                                                        |                                                        |                                                        |  |  |                           |                           |                           |                           |                           |                           |                                                   |                                                   | Апелляции на решения административного трибунала                     | Апелляции на решения административного трибунала                     | Апелляции на решения административного трибунала                     | Апелляции на решения административного трибунала                     | Апелляции на решения административного трибунала                     | Апелляции на решения административного трибунала                     |                                                                                   |                                                                                   |                                                                                   |                                                                                   |                                                                                   |                                                                                   |  |  |                        |                        |                        |                        |                        |                        |  |  |  |  |  |  |  |  |  |  |  |  |  |  |  |  |
|                                      |                                      |                                      |                                      |                                      |                                      |                                                    |                                                    |                                                                 |                                                                 |                                                                 |                                                                 |                                                                 |                                                                 |                                           |                                           |                                           |                                           |                                           |                                           |                                       |                                       |  |  |                                                                   |                                                                   |                                                                   |                                                                   |                                                                   |                                                                   |  |  |                                                        |                                                        |                                                        |                                                        |                                                        |                                                        |  |  |                           |                           |                           |                           |                           |                           |                                                   |                                                   |                                                                      |                                                                      |                                                                      |                                                                      |                                                                      |                                                                      |                                                                                   |                                                                                   |                                                                                   |                                                                                   |                                                                                   |                                                                                   |  |  |                        |                        |                        |                        |                        |                        |  |  |  |  |  |  |  |  |  |  |  |  |  |  |  |  |
|                                      |                                      |                                      |                                      |                                      |                                      |                                                    |                                                    |                                                                 |                                                                 |                                                                 |                                                                 |                                                                 |                                                                 |                                           |                                           |                                           |                                           |                                           |                                           |                                       |                                       |  |  |                                                                   |                                                                   |                                                                   |                                                                   |                                                                   |                                                                   |  |  |                                                        |                                                        |                                                        |                                                        |                                                        |                                                        |  |  |                           |                           |                           |                           |                           |                           |                                                   |                                                   |                                                                      |                                                                      |                                                                      |                                                                      |                                                                      |                                                                      |                                                                                   |                                                                                   |                                                                                   |                                                                                   |                                                                                   |                                                                                   |  |  |                        |                        |                        |                        |                        |                        |  |  |  |  |  |  |  |  |  |  |  |  |  |  |  |  |
|                                      |                                      |                                      |                                      |                                      |                                      |                                                    |                                                    |                                                                 |                                                                 |                                                                 |                                                                 |                                                                 |                                                                 |                                           |                                           |                                           |                                           |                                           |                                           |                                       |                                       |  |  |                                                                   |                                                                   |                                                                   |                                                                   |                                                                   |                                                                   |  |  |                                                        |                                                        |                                                        |                                                        |                                                        |                                                        |  |  |                           |                           |                           |                           |                           |                           |                                                   |                                                   |                                                                      |                                                                      |                                                                      |                                                                      |                                                                      |                                                                      |                                                                                   |                                                                                   |                                                                                   |                                                                                   |                                                                                   |                                                                                   |  |  |                        |                        |                        |                        |                        |                        |  |  |  |  |  |  |  |  |  |  |  |  |  |  |  |  |
| Окружной религиозный суд             | Окружной религиозный суд             | Окружной религиозный суд             | Окружной религиозный суд             | Окружной религиозный суд             | Окружной религиозный суд             |                                                    |                                                    |                                                                 |                                                                 |                                                                 |                                                                 |                                                                 |                                                                 |                                           |                                           | Военный трибунал первой инстанции         | Военный трибунал первой инстанции         | Военный трибунал первой инстанции         | Военный трибунал первой инстанции         | Военный трибунал первой инстанции     | Военный трибунал первой инстанции     |  |  |                                                                   |                                                                   |                                                                   |                                                                   |                                                                   |                                                                   |  |  |                                                        |                                                        |                                                        |                                                        |                                                        |                                                        |  |  | Административный трибунал | Административный трибунал | Административный трибунал | Административный трибунал | Административный трибунал | Административный трибунал |                                                   |                                                   |                                                                      |                                                                      |                                                                      |                                                                      |                                                                      |                                                                      |                                                                                   |                                                                                   |                                                                                   |                                                                                   |                                                                                   |                                                                                   |  |  |                        |                        |                        |                        |                        |                        |  |  |  |  |  |  |  |  |  |  |  |  |  |  |  |  |
| Окружной религиозный суд             | Окружной религиозный суд             | Окружной религиозный суд             | Окружной религиозный суд             | Окружной религиозный суд             | Окружной религиозный суд             | Вопросы брака и развода основных религиозных общин | Вопросы брака и развода основных религиозных общин | Вопросы брака и развода основных религиозных общин              | Вопросы брака и развода основных религиозных общин              | Вопросы брака и развода основных религиозных общин              | Вопросы брака и развода основных религиозных общин              |                                                                 |                                                                 | Вопросы семейного и наследственного права | Вопросы семейного и наследственного права | Вопросы семейного и наследственного права | Вопросы семейного и наследственного права | Вопросы семейного и наследственного права | Вопросы семейного и наследственного права | Военный трибунал первой инстанции     | Военный трибунал первой инстанции     |  |  | Окружной военный трибунал и Дорожно‑транспортный военный трибунал | Окружной военный трибунал и Дорожно‑транспортный военный трибунал | Окружной военный трибунал и Дорожно‑транспортный военный трибунал | Окружной военный трибунал и Дорожно‑транспортный военный трибунал | Окружной военный трибунал и Дорожно‑транспортный военный трибунал | Окружной военный трибунал и Дорожно‑транспортный военный трибунал |  |  | Военный трибунал особого назначения                    | Военный трибунал особого назначения                    | Военный трибунал особого назначения                    | Военный трибунал особого назначения                    | Военный трибунал особого назначения                    | Военный трибунал особого назначения                    |  |  | Административный трибунал | Административный трибунал | Административный трибунал | Административный трибунал | Административный трибунал | Административный трибунал | Военно‑полевой трибунал и Военно‑морской трибунал | Военно‑полевой трибунал и Военно‑морской трибунал | Военно‑полевой трибунал и Военно‑морской трибунал                    | Военно‑полевой трибунал и Военно‑морской трибунал                    | Военно‑полевой трибунал и Военно‑морской трибунал                    | Военно‑полевой трибунал и Военно‑морской трибунал                    |                                                                      |                                                                      | Административные споры — коллегия трибунала под председательством окружного судьи | Административные споры — коллегия трибунала под председательством окружного судьи | Административные споры — коллегия трибунала под председательством окружного судьи | Административные споры — коллегия трибунала под председательством окружного судьи | Административные споры — коллегия трибунала под председательством окружного судьи | Административные споры — коллегия трибунала под председательством окружного судьи |  |  | Административные споры | Административные споры | Административные споры | Административные споры | Административные споры | Административные споры |  |  |  |  |  |  |  |  |  |  |  |  |  |  |  |  |

Цвет фона
- — суд общей юрисдикции
- — суд специальной юрисдикции

## Религиозные суды
Религиозный суд является специализированным судом, рассматривающим вопросы личного статуса граждан и жителей Израиля, а также некоторые другие вопросы. Правовой статус религиозного суда установлен Основным законом: Судебная власть и другими законами. В исключительную юрисдикцию религиозного суда входят дела, которые связаны с браком и разводом евреев, мусульман, друзов и христиан, относящихся к одной из официально признанных в Израиле христианских общин. В исключительную юрисдикцию этого суда также входят вопросы создания и управления фондами, учреждёнными согласно религиозному праву. Параллельная юрисдикция религиозного суда включает такие вопросы, как содержание детей, алименты, опекунство, усыновление, раздел имущества супругов, наследство. Параллельной юрисдикцией в этих вопросах наделён также суд по семейным делам. Кроме того, в компетенцию суда по семейным делам входит расторжение брака между супругами в случаях, не попадающих под юрисдикцию религиозного суда (например, когда супруги исповедуют разную веру) в соответствии с Законом о судопроизводстве по делам о расторжении брака (особые случаи и международные полномочия), и расторжение супружеского союза между парами в соответствии с Законом о супружеском союзе лиц без вероисповедания.
В Израиле действуют раввинатский, мусульманский, христианский и друзский религиозные суды. Каждый из религиозных судов состоит из двух инстанций — окружного и апелляционного религиозного суда. Полномочия религиозных судов были установлены в Указе короля в Совете относительно Эрец-Исраэль во время британского мандата. С тех пор полномочия мусульманского и христианского судов не изменились, за исключением поправки к Закону о суде по семейным делам от 2001 года, согласно которой суд по семейным делам получил параллельную с этими судами юрисдикцию рассматривать вопросы, не связанные с браком и разводом. Положения Указа о «еврейском религиозном суде» были заменены в 1953 году Законом о судопроизводстве раввинатских судов (брак и развод), а в 1962 году был принят Закон о друзских религиозных судах.
Религиозные суды в своих решениях опираются на религиозное право (к примеру, раввинатский суд — на Галаху, мусульманский суд — на Шариат). Судьям религиозного суда гарантирована независимость при исполнении судебных полномочий. Тем не менее, согласно мнению судьи Хаима Коэна, в случае конфликта между положениями закона государства и религиозным законом, судья религиозного суда обязан отдавать предпочтение законам государства. Своё заключение судья Коэн основывает, среди прочего, на прецедентном решении судьи Верховного суда Моше Зильберга, принятом в 1958 году. Основной закон: Судебная власть сокращает возможность вмешательства БАГАЦа в решения религиозных судов в большей мере, чем полномочия других судов и трибуналов. БАГАЦ ограничивает своё вмешательство в решения религиозных судов случаями, когда речь идёт о превышении полномочий, нарушении принципов естественной справедливости или несоблюдении положений закона.

### Раввинатский суд
Раввинатский суд является религиозным судом, рассматривающим вопросы личного статуса евреев в Израиле. В исключительную юрисдикцию раввинатского суда входят вопросы брака и развода. Согласно закону «браки и разводы евреев в Израиле осуществляются по законам Торы». В случае, если кто-либо из супругов подал иск о разводе, раввинатский суд правомочен принимать решения и по другим вопросам, связанным с разводом (например, об уплате алиментов и месте проживания детей), но при условии, что эти вопросы не находятся на рассмотрении другого суда с параллельной юрисдикцией. В этом случае раввинатский суд получает исключительную юрисдикцию на рассмотрение этих вопросов. Вопросы, связанные с разводом, и другие вопросы (такие как усыновление или вопросы наследства) могут также рассматриваться раввинатским судом, если все стороны согласны с ведением дела в этом суде. Кроме того, в компетенцию раввинатского суда входит проведение гиюра, который проходят в окружном раввинатском суде или специальном суде по гиюру (некоторые источники упоминают также военный раввинатский суд по делам гиюра). С полным списком вопросов, входящих в компетенцию раввинатского суда, можно ознакомиться на сайте суда.
Раввинатский суд состоит из двух инстанций: к первой относятся окружной раввинатский суд и специальный суд по гиюру, ко второй — Большой раввинатский апелляционный суд. В компетенцию Большого раввинатского апелляционного суда, заседающего в Иерусалиме, входит рассмотрение апелляций на решения окружного раввинатского суда и специального суда по гиюру. С 2003 года пост председателя Большого раввинатского апелляционного суда занимает Главный (сефардский) раввин Израиля Ришон ле-Цион Ицхак Йосеф. В Израиле действуют 12 окружных раввинатских судов, которые расположены в следующих городах: Ариэль, Ашдод, Ашкелон, Беэр-Шева, Иерусалим, Нетания, Петах-Тиква, Реховот, Тверия, Тель-Авив, Хайфа, Цфат.
Судья раввинатского суда называется «даян». Порядок назначения даянов и окончания срока их полномочий устанавливается Законом о даянах. Главные (ашкеназский и сефардский) раввины Израиля в силу своего поста являются членами Большого раввинатского апелляционного суда. Руководство судами по трудовым конфликтам осуществляется Управлением раввинатских судов, во главе которого стоит гендиректор раввин Шломо Диховски.
Согласно некоторым авторам, БАГАЦ время от времени накладывает новые ограничения на полномочия раввинатского суда, который в ответ пытается расширить свои полномочия. Так, например, в 1994 году БАГАЦ ограничил процессуальные полномочия раввинатского суда, а в 2006 году судья Аяла Прокача приняла прецедентное постановление по делу Симы Амир. В соответствии с этим прецедентом раввинатский суд неправомочен рассматривать имущественные споры как в случаях, связанных с разводом, так и в случаях, когда стороны выражают согласие на ведение дела в раввинатском суде. Профессор права Элиав Шохетман заметил по поводу этого постановления, что после падения Римской империи еврейская история не помнит случая, чтобы в Эрец-Исраэль или за границей еврейский религиозный суд лишался возможности рассматривать вопросы имущественного права. Некоторые источники утверждали, что в качестве реакции на постановление БАГАЦа раввинатский суд начал часто пересматривать уже утверждённые им договора о разводе и даже взвешивать возможность отмены гета.
Адвокат Яаков Фрейдберг в своей статье различает два различных подхода к правовой системе: центристский и плюралистический. Центристский подход характеризуется однородной правовой системой, находящейся под исключительным контролем государства. Плюралистический подход допускает сосуществование нескольких правовых систем и отказ от государственной монополии на судебную систему. В качестве примера центристского подхода Фрейдберг приводит слова судьи Аарона Барака в деле Хавы Бавли. Судья Барак пишет в решении по этому делу: «Правовая система не является конфедерацией отдельных частей, имеющих мало общего друг с другом. Правовая система представляет собой единое целое, которое вместе с тем признаёт различия и особенности своих составных частей. Особенности нашли своё отражение в том, что в вопросах личного статуса религиозное право признано в качестве государственного права. Однако было бы совершенно неоправданным распространять это признание на другие области гражданского права».
Судья Менахем Элон высказал несогласие с решением по делу Бавли: «Уму непостижимо, что раввинатскому суду современного Израиля отказано в той автономии, которой он пользовался в диаспоре, особенно после принятия Основных законов, закрепивших статус Израиля как еврейского и демократического государства. Судья Барак призывает к единообразию правовой системы. Я предпочитаю выбрать мир в обществе, а не какое бы то ни было теоретическое единообразие». Судья Элон также предложил существенно иной подход к признанию еврейского права (См. раздел «Наследие еврейского народа и еврейское право»).

### Шариатский (мусульманский) суд
Шариатский суд является религиозным судом, рассматривающим вопросы личного статуса мусульман в Израиле. Согласно 52 статье Указа короля в Совете относительно Эрец-Исраэль, в исключительную юрисдикцию шариатского суда входят вопросы брака и развода, а также некоторые другие вопросы. По другим вопросам личного статуса шариатский суд имеет параллельную юрисдикцию с судом по семейным делам. Шариатский суд состоит из двух инстанций: к первой относится окружной шариатский суд, ко второй — Шариатский апелляционный суд. В компетенцию Шариатского апелляционного суда входит рассмотрение апелляций на решения окружного шариатского суда. Пост председателя Шариатского апелляционного суда с 1994 года занимает кади Абед аль-Хаким Самара. Шариатский апелляционный суд находится в Иерусалиме, он также может проводить заседания в Бака эль-Гарбия. В Израиле действуют 8 окружных шариатских судов, которые расположены в следующих городах: Акко, Бака эль-Гарбия, Беэр-Шева, Иерусалим, Назарет, Тайбе, Хайфа, Яффо. Судья шариатского суда называется «кади». Порядок назначения кадиев и окончания срока их полномочий устанавливается Законом о кадиях. Руководство шариатскими судами осуществляется Управлением шариатских судов. После провозглашения государства Израиль и до 2001 года Управление действовало в рамках министерства по делам религий, затем оно было переведено в ведомство министерства юстиции.
Верховный суд не является апелляционной инстанцией по отношению к религиозным судам и БАГАЦ вмешивается в решения шариатского суда лишь в немногих случаях. В начале 90-х годов прошлого века шариатский суд Израиля в значительной мере расширил права мусульманских женщин на получение развода. Это было достигнуто путём назначения представителей семей супругов в качестве арбитров в соответствии со статьёй 130 Оттоманского закона о семье от 1917 года, который применяется в Израиле по отношению к мусульманским семьям.
Сложнее обстоит дело с вопросом о месте жительства детей после развода родителей. Шариатский суд отдаёт предпочтение исламским источникам права, отличающимся от действующего в государстве Закона о дееспособности и опекунстве. Согласно положениям ханафитского мазхаба, принятого в Израиле метода шариатского права, мальчик до 7 лет и девочка до 9 лет должны находиться у матери (или у другой женщины, например, бабушки), а затем они переходят к отцу. С другой стороны, решения БАГАЦа обязывают религиозные суды выполнять Закон о дееспособности и опекунстве (и его принцип «благо ребёнка»). В последнее время шариатский суд постановил, что принцип «благо ребёнка» признаётся шариатом.

### Друзский религиозный суд
Друзский религиозный суд является судом, рассматривающим вопросы личного статуса друзов в Израиле. В исключительную юрисдикцию друзского религиозного суда входят вопросы брака и развода. По другим вопросам друзский религиозный суд имеет параллельную юрисдикцию с судом по семейным делам. С полным списком вопросов, входящих в компетенцию друзского суда, можно ознакомиться на сайте министерства юстиции. Друзский религиозный суд состоит из двух инстанций: к первой относится друзский суд определённого района, ко второй — Друзский апелляционный суд. В компетенцию Друзского апелляционного суда входит рассмотрение апелляций на решения друзского религиозного суда первой инстанции. Пост председателя Друзского апелляционного суда занимал шейх Амин Тариф, однако после его смерти в 1993 году этот пост остаётся свободным. Друзский апелляционный суд находится в Акко. В Израиле действуют 2 друзских суда первой инстанции, которые расположены в Акко и Масаде (Голанские высоты). Судья друзского суда называется «кади-мадхаб», порядок его назначения устанавливается Законом о друзских религиозных судах. Руководство друзскими судами осуществляется Управлением друзских судов. После провозглашения государства Израиль и до 2001 года Управление действовало в рамках министерства по делам религий, затем оно было переведено в ведомство министерства юстиции.
Во времена Османской империи и британского мандата в Палестине друзы безуспешно пытались получить статус религиозной общины и добиться судебной автономии. Только после образования государства Израиль друзы были признаны религиозной общиной в 1957 году. В 1961 году в Израиле заимствовали несколько изменённый Кодекс друзского семейного права, разработанный друзской общиной Ливана в 1948 году, а в 1962 году был принят закон об учреждении друзского религиозного суда.
Друзкое религиозное право имеет ряд специфических особенностей. Так, например, друзская женщина (как и мужчина) имеет право обратиться в суд для получения развода, и судья правомочен расторгнуть брак даже при отсутствии согласия её супруга. Друзский мужчина не имеет право иметь больше одной жены. Друзам также нельзя вступать в смешанные браки.

### Церковный (христианский) суд
Церковные религиозные суды рассматривают вопросы личного статуса христиан в Израиле, которые принадлежат к одной из признанных христианских религиозных общин. Согласно Указу короля в Совете относительно Эрец-Исраэль, признанными считаются религиозные общины, имена которых включены в список, приведённый в Указе, а также общины, официально объявленные таковыми решениями правительства. Со времён британского мандата в указанный список общин включены следующие девять христианских религиозных общин: греческая православная, римско-католическая, армянская апостольская (армяно-григорианская), армяно-католическая, сирийская католическая (сиро-католическая), халдейская католическая, мелькитская грекокатолическая, маронитская католическая и сирийская православная. В 1970 году десятой признанной христианской общиной стала евангелическая епископальная община (диоцез Иерусалима). Всего после образования Израиля статус признанных религиозных получили три общины. Внутренняя автономия других христианских общин не распространяется на судопроизводство, однако отсутствие статуса «признанных» не влияет на способность этих небольших общин свободно исповедовать свою религию.
Помимо статьи 54 в Указе короля в Совете относительно Эрец-Исраэль, вопросы, связанные со структурой христианских судов, назначением судей и порядка судопроизводства, не оговорены в израильских законах и на практике регулируются каждой церковью в рамках её автономии. Такое положение может вызывать определённые трудности, так как апелляционные инстанции некоторых церквей и их высшие религиозные авторитеты находятся за границей. После того, как министерство по делам религий Израиля было ликвидировано, ответственность за вопросы, связанные с христианскими религиозными судами, возложена на министерство юстиции, которое занимается этими вопросами и после восстановления министерства по делам религий в 2008 году.

## Военный трибунал
Военный трибунал является специализированным судом, действующим в соответствии с Законом о военном судопроизводстве. Под действие закона попадают военнослужащие срочной и сверхсрочной службы, резервисты во время сборов, гражданские работники ЦАХАЛа и некоторые другие лица.

Определения воинских правонарушений приведены в части 2 Закона о военном судопроизводстве. Более лёгкие правонарушения могут быть рассмотрены командиром в дисциплинарном порядке. Прочие воинские преступления входят в компетенцию военного трибунала, который также рассматривает уголовные дела военнослужащих в соответствии с Законом об уголовном праве, Указом об опасных наркотиках и другими законами, а также дорожно-транспортные правонарушения.

Обычно военный трибунал действует в рамках судебного округа, являющегося либо военным округом, либо родом войск. Принятие решений о создании судебных военных округов и назначении их начальников входит в полномочия начальника Генштаба.
Военный трибунал состоит из трибуналов первой инстанции и Военного апелляционного трибунала. В компетенцию Военного апелляционного трибунала, заседающего в Тель-Авиве в районе Ха-Кирья, входит рассмотрение апелляций на решения военных трибуналов первой инстанции. Пост председателя Военного апелляционного трибунала с 2007 года занимал генерал-майор Шай Янив, который также являлся командиром подразделения военных трибуналов ЦАХАЛа. В 2016 году его сменил генерал-майор Дорон Файлес. К военным трибуналам первой инстанции относятся окружной военный трибунал, военный трибунал особого назначения, дорожно-транспортный военный трибунал, военно-полевой трибунал и военно-морской трибунал. В начале 2011 года действовало 8 окружных военных трибуналов:
- В Хайфе — трибуналы северного округа и военно-морских сил
- В Яффо — трибуналы центрального округа, военно-воздушных сил, Генштаба и командования тыла
- В Кирьят-Малахи — трибуналы южного округа и сухопутных войск

Дела офицеров в звании сган алуфа (подполковника) и выше, а также обвинения в преступлениях, караемых смертной казнью, рассматривает не окружной трибунал, а военный трибунал особого назначения, расположенный в Тель-Авиве в районе Ха-Кирья. Во главе каждого окружного военного трибунала и трибунала особого назначения стоит председатель, причём один и тот же судья может быть председателем более чем одного из этих трибуналов. При каждом окружном военном трибунале действует дорожно-транспортный военный трибунал. При определённых обстоятельствах на военном корабле за пределами прибрежных вод Израиля может быть создан военно-морской трибунал. Во время боевых действий может быть назначен военно-полевой трибунал. Оба эти трибунала, в отличие от других военных трибуналов, создаются на временной основе.
В большинстве судебных процессов коллегия судей военного трибунала состоит из трёх человек, однако коллегия дорожно-транспортного военного трибунала состоит из одного судьи. Существуют и другие требования к коллегии судей. Например, в состав коллегии окружного военного трибунала входят профессиональный военный судья, председательствующий на процессе, и два представителя армии, причём большинство членов коллегии являются офицерами.
Приговор военного трибунала первой инстанции можно обжаловать в Военном апелляционном трибунале.

Судебный контроль Верховного суда над решениями военных трибуналов осуществляется двумя методами. В исключительных случаях, если имеет место превышение полномочий, наличие явной ошибки или нарушение принципов естественной справедливости, БАГАЦ может вмешиваться в решения военного трибунала. Начиная с 1986 года можно апеллировать к Верховному суду на приговор Военного апелляционного трибунала, однако для этого необходимо получить разрешение. Получение разрешения на апелляцию в Верховный суд обусловлено тем, что в деле затронуты важные аспекты права, рассмотрение которых прокладывает новый путь к решения сложных юридических проблем.
Военный трибунал является независимым судом. Лишь после того, как приговор трибунала становится окончательным и не подлежит обжалованию, министр обороны имеет право смягчить смертный приговор. Другие наказания также могут быть смягчены: приговоры Военного апелляционного трибунала и военного трибунала особого назначения — начальником Генштаба, прочие приговоры — начальниками судебных военных округов.

## Административный трибунал
Административный трибунал — специализированный суд, рассматривающий административные споры. Административными спорами являются споры, сторонами которых, как правило, являются государственный административный орган и частное лицо. Слушания в административных трибуналах дополняют работу других судебных инстанций, рассматривающих дела административного характера. К этим инстанциям также относятся суды общей юрисдикции — БАГАЦ и суд по административным вопросам.
В правовой системе, основанной на английском общем праве, контроль за административными актами возложен главным образом на обычные суды. В странах континентального права функционируют административные суды, отделённые от системы обычных судов. Израиль, являясь государством со смешанной правовой системой, придерживается золотой середины также в вопросах организации системы судебного контроля.
По мере того, как в Израиле росло число административных трибуналов, созданных на основании многочисленных законов, система административного судопроизводства становилась всё более сложной, а трибуналы применяли самые разнообразные подходы к вопросам процедуры, доказательства и формирования своего состава. Согласно некоторым источникам, в 1971 году действовало более 100 административных трибуналов, согласно другим источникам — примерно 200. С целью ввести единообразие в работу трибуналов в 1985 году был учреждён Совет по делам административных трибуналов, который подготовил соответствующий законопроект.
В 1992 году был принят Закон об административных трибуналах. Согласно этому закону, административный трибунал — учреждённая министром или другим административным органом инстанция, обладающая полномочиями административного судопроизводства вне зависимости от того, называется ли она трибуналом, комиссией по обжалованию административных решений (на иврите «ваадат арар»), апелляционной комиссией (на иврите «ваадат ирур») или имеет другое название. 

Одна из глав Закона устанавливает порядок формирования и полномочия Совета по делам административных трибуналов, причём полномочия Совета распространяются на все без исключения административные трибуналы. Другие главы Закона об административных трибуналах действительны только для определённой группы трибуналов. Эти трибуналы либо перечислены в дополнении к Закону об административных трибуналах, либо другие законы (например, Закон о платной автодороге (Израильское национальное шоссе)) распространили на них действие Закона об административных трибуналах. К середине 2011 года Закон об административных трибуналах распространялся немногим более, чем на два десятка трибуналов.
Таким образом, образовались две группы административных трибуналов: те трибуналы, чья работа в основном регулируется общим законом — Законом об административных трибуналах, и трибуналы, на которые этот закон не распространяется. К первой группе относятся: трибунал по антимонопольным ограничениям; трибунал по типовым договорам; апелляционная комиссия, действующая на основании статьи 26 Закона об инвалидах-жертвах нацистских преследований; комиссия по обжалованию решений, действующая согласно статье 36а Закона об усыновлении и другие трибуналы.

Ко второй группе относятся: административный трибунал по контролю за задержанием лиц, незаконно пребывающих в Израиле; дисциплинарный трибунал для государственных служащих, созданный на основании Закона о государственной службе (дисциплина); дисциплинарный трибунал для работников местных органов власти, действующий на основании Закона о местных органах власти (дисциплина); комиссия по обжалованию решений, действующая согласно Закону о реабилитации душевнобольных в общине и другие трибуналы. 

Характеристики трибуналов, относящиеся ко второй группе, весьма разнообразны, и, видимо, не следует рассматривать их как единую систему судопроизводства. В дальнейшем в этом разделе обсуждаются только общие черты трибуналов первой группы. Министр юстиции, посоветовавшись с другими лицами и получив одобрение законодательной комиссии Кнессета, правомочен включать в первую группу дополнительные трибуналы.

### Попадающие под общий закон трибуналы
Председателем коллегии административного трибунала, согласно общему закону, назначается профессиональный судья или лицо, обладающее необходимыми для назначения на пост судьи качествами. Специальные законы, на основании которых учреждены административные трибуналы, могут устанавливать иные требования по отношению к председателям коллегий. Например, в соответствии со специальными законами, председатели коллегий трибуналов по антимонопольным ограничениям и трибуналов по типовым договорам обязаны быть окружными судьями. Однако, если в специальном законе отсутствует указание по какому-либо вопросу, вступают в действие соответствующие положения Закона об административных трибуналах.

Помимо судей в состав коллегии административных трибуналов также входят представители общественности. В одних случаях ими могут быть представители потребительских организаций или государственных служащих, в других случаях — специалисты в той или иной области (врачи, инженера, аудиторы). Так, например, в апелляционную комиссию, действующую в силу статьи 26а Закона об инвалидах (компенсация и реабилитация) [комбинированная версия], входит по крайней мере один врач-специалист.
Назначение члена административного трибунала возможно только тогда, когда это не вызывает конфликта интересов в результате совмещения этим лицом работы в трибунале и его другой деятельности.
Согласно общему закону, окончательное решение административного трибунала может быть обжаловано в окружном суде или, если коллегию трибунала возглавлял окружной судья, — в Верховном суде. Апелляции на решения некоторых административных трибуналов рассматриваются в рамках окружного суда, заседающего в качестве суда по административным вопросам. Для обжалования неокончательного решения административного трибунала или решения окружного суда как второй инстанции необходимо получить разрешение.

### Критика
До принятия Закона об административных трибуналах организация этих трибуналов и контроль над ними нередко вызывали критику израильских правоведов.

Однако и после того, как вступил в силу этот Закон, критика административных трибуналов вовсе не смягчилась. В конце 2006 года председатель комиссии по делам судов при коллегии адвокатов Израиля обратился к и. о. министра юстиции и отметил, что многие административные трибуналы не были внесены в дополнение к Закону об административных трибуналах, в результате чего отсутствует прозрачность при назначении членов этих трибуналов. Председатель комиссии также отметил, что Совет по делам административных трибуналов давно не созывался, и поэтому нет серьёзного контроля над деятельностью административных трибуналов. 

Позднее руководитель одной из общественных организаций обвинил министерство юстиции в следующем: не предоставляется информация об административных трибуналах в соответствии с Законом о свободе информации; имеет место конфликт интересов в действиях некоторых судей; отсутствует достоверная информация о действующих трибуналах и о назначении судей; Совет по делам административных трибуналов длительное время бездействует.

## Общая схема судебной системы Израиля (окончание)
| Верховный суд                                                     |                                                                   |                                                                   |                                                                   |                                                                   |                                                                   |                     |                     |                                                  |                                                  |                                                  |                                                  |                                                  |                                                  |                       |                       |                       |                       |                                                           |                                                           |                                                           |                                                           |                                                           |                                                           |                                         |                                         |                                                  |                                                  |                                                  |                                                  |                                                  |                                                  |  |  |                                                           |                                                           |                                                           |                                                           |                                                           |                                                           |  |  |  |  |  |  |  |  |  |  |
| БАГАЦ                                                             |                                                                   |                                                                   |                                                                   |                                                                   |                                                                   |                     |                     |                                                  |                                                  |                                                  |                                                  |                                                  |                                                  |                       |                       |                       |                       |                                                           |                                                           |                                                           |                                                           |                                                           |                                                           |                                         |                                         |                                                  |                                                  |                                                  |                                                  |                                                  |                                                  |  |  |                                                           |                                                           |                                                           |                                                           |                                                           |                                                           |  |  |  |  |  |  |  |  |  |  |
|                                                                   |                                                                   |                                                                   |                                                                   |                                                                   |                                                                   |                     |                     |                                                  |                                                  |                                                  |                                                  |                                                  |                                                  |                       |                       |                       |                       |                                                           |                                                           |                                                           |                                                           |                                                           |                                                           |                                         |                                         |                                                  |                                                  |                                                  |                                                  |                                                  |                                                  |  |  |                                                           |                                                           |                                                           |                                                           |                                                           |                                                           |  |  |  |  |  |  |  |  |  |  |
|                                                                   |                                                                   |                                                                   |                                                                   |                                                                   |                                                                   |                     |                     |                                                  |                                                  |                                                  |                                                  |                                                  |                                                  |                       |                       |                       |                       |                                                           |                                                           |                                                           |                                                           |                                                           |                                                           |                                         |                                         |                                                  |                                                  |                                                  |                                                  |                                                  |                                                  |  |  |                                                           |                                                           |                                                           |                                                           |                                                           |                                                           |  |  |  |  |  |  |  |  |  |  |
| Ордер суду, трибуналу или другому органу с судебными полномочиями | Ордер суду, трибуналу или другому органу с судебными полномочиями | Ордер суду, трибуналу или другому органу с судебными полномочиями | Ордер суду, трибуналу или другому органу с судебными полномочиями | Ордер суду, трибуналу или другому органу с судебными полномочиями | Ордер суду, трибуналу или другому органу с судебными полномочиями |                     |                     | Судебная защита во имя справедливости            | Судебная защита во имя справедливости            | Судебная защита во имя справедливости            | Судебная защита во имя справедливости            | Судебная защита во имя справедливости            | Судебная защита во имя справедливости            |                       |                       |                       |                       | Ордер на освобождение незаконно задержанных и заключённых | Ордер на освобождение незаконно задержанных и заключённых | Ордер на освобождение незаконно задержанных и заключённых | Ордер на освобождение незаконно задержанных и заключённых | Ордер на освобождение незаконно задержанных и заключённых | Ордер на освобождение незаконно задержанных и заключённых |                                         |                                         |                                                  |                                                  |                                                  |                                                  |                                                  |                                                  |  |  |                                                           |                                                           |                                                           |                                                           |                                                           |                                                           |  |  |  |  |  |  |  |  |  |  |
| Ордер суду, трибуналу или другому органу с судебными полномочиями | Ордер суду, трибуналу или другому органу с судебными полномочиями | Ордер суду, трибуналу или другому органу с судебными полномочиями | Ордер суду, трибуналу или другому органу с судебными полномочиями | Ордер суду, трибуналу или другому органу с судебными полномочиями | Ордер суду, трибуналу или другому органу с судебными полномочиями |                     |                     | Судебная защита во имя справедливости            | Судебная защита во имя справедливости            | Судебная защита во имя справедливости            | Судебная защита во имя справедливости            | Судебная защита во имя справедливости            | Судебная защита во имя справедливости            |                       |                       |                       |                       | Ордер на освобождение незаконно задержанных и заключённых | Ордер на освобождение незаконно задержанных и заключённых | Ордер на освобождение незаконно задержанных и заключённых | Ордер на освобождение незаконно задержанных и заключённых | Ордер на освобождение незаконно задержанных и заключённых | Ордер на освобождение незаконно задержанных и заключённых |                                         |                                         |                                                  |                                                  |                                                  |                                                  |                                                  |                                                  |  |  |                                                           |                                                           |                                                           |                                                           |                                                           |                                                           |  |  |  |  |  |  |  |  |  |  |
|                                                                   |                                                                   |                                                                   |                                                                   |                                                                   |                                                                   |                     |                     |                                                  |                                                  |                                                  |                                                  |                                                  |                                                  |                       |                       |                       |                       |                                                           |                                                           |                                                           |                                                           |                                                           |                                                           |                                         |                                         |                                                  |                                                  |                                                  |                                                  |                                                  |                                                  |  |  |                                                           |                                                           |                                                           |                                                           |                                                           |                                                           |  |  |  |  |  |  |  |  |  |  |
|                                                                   |                                                                   |                                                                   |                                                                   |                                                                   |                                                                   |                     |                     |                                                  |                                                  |                                                  |                                                  |                                                  |                                                  |                       |                       |                       |                       |                                                           |                                                           |                                                           |                                                           |                                                           |                                                           |                                         |                                         |                                                  |                                                  |                                                  |                                                  |                                                  |                                                  |  |  |                                                           |                                                           |                                                           |                                                           |                                                           |                                                           |  |  |  |  |  |  |  |  |  |  |
|                                                                   |                                                                   |                                                                   |                                                                   |                                                                   |                                                                   |                     |                     |                                                  |                                                  |                                                  |                                                  |                                                  |                                                  |                       |                       |                       |                       |                                                           |                                                           |                                                           |                                                           |                                                           |                                                           |                                         |                                         |                                                  |                                                  |                                                  |                                                  |                                                  |                                                  |  |  |                                                           |                                                           |                                                           |                                                           |                                                           |                                                           |  |  |  |  |  |  |  |  |  |  |
| Военный апелляционный суд                                         |                                                                   |                                                                   |                                                                   |                                                                   |                                                                   |                     |                     |                                                  |                                                  |                                                  |                                                  |                                                  |                                                  |                       |                       |                       |                       |                                                           |                                                           |                                                           |                                                           |                                                           |                                                           |                                         |                                         |                                                  |                                                  |                                                  |                                                  |                                                  |                                                  |  |  |                                                           |                                                           |                                                           |                                                           |                                                           |                                                           |  |  |  |  |  |  |  |  |  |  |
| Апелляции на решения военного суда первой инстанции               | Апелляции на решения военного суда первой инстанции               | Апелляции на решения военного суда первой инстанции               | Апелляции на решения военного суда первой инстанции               | Апелляции на решения военного суда первой инстанции               | Апелляции на решения военного суда первой инстанции               |                     |                     | Комиссии по обжалованию административных ордеров | Комиссии по обжалованию административных ордеров | Комиссии по обжалованию административных ордеров | Комиссии по обжалованию административных ордеров | Комиссии по обжалованию административных ордеров | Комиссии по обжалованию административных ордеров |                       |                       |                       |                       | Обжалование решений об административных арестах           | Обжалование решений об административных арестах           | Обжалование решений об административных арестах           | Обжалование решений об административных арестах           | Обжалование решений об административных арестах           | Обжалование решений об административных арестах           |                                         |                                         |                                                  |                                                  |                                                  |                                                  |                                                  |                                                  |  |  |                                                           |                                                           |                                                           |                                                           |                                                           |                                                           |  |  |  |  |  |  |  |  |  |  |
| Апелляции на решения военного суда первой инстанции               | Апелляции на решения военного суда первой инстанции               | Апелляции на решения военного суда первой инстанции               | Апелляции на решения военного суда первой инстанции               | Апелляции на решения военного суда первой инстанции               | Апелляции на решения военного суда первой инстанции               |                     |                     | Комиссии по обжалованию административных ордеров | Комиссии по обжалованию административных ордеров | Комиссии по обжалованию административных ордеров | Комиссии по обжалованию административных ордеров | Комиссии по обжалованию административных ордеров | Комиссии по обжалованию административных ордеров |                       |                       |                       |                       | Обжалование решений об административных арестах           | Обжалование решений об административных арестах           | Обжалование решений об административных арестах           | Обжалование решений об административных арестах           | Обжалование решений об административных арестах           | Обжалование решений об административных арестах           |                                         |                                         |                                                  |                                                  |                                                  |                                                  |                                                  |                                                  |  |  |                                                           |                                                           |                                                           |                                                           |                                                           |                                                           |  |  |  |  |  |  |  |  |  |  |
|                                                                   |                                                                   |                                                                   |                                                                   |                                                                   |                                                                   |                     |                     |                                                  |                                                  |                                                  |                                                  |                                                  |                                                  |                       |                       |                       |                       |                                                           |                                                           |                                                           |                                                           |                                                           |                                                           |                                         |                                         |                                                  |                                                  |                                                  |                                                  |                                                  |                                                  |  |  |                                                           |                                                           |                                                           |                                                           |                                                           |                                                           |  |  |  |  |  |  |  |  |  |  |
|                                                                   |                                                                   |                                                                   |                                                                   |                                                                   |                                                                   |                     |                     |                                                  |                                                  |                                                  |                                                  |                                                  |                                                  |                       |                       |                       |                       |                                                           |                                                           |                                                           |                                                           |                                                           |                                                           |                                         |                                         |                                                  |                                                  |                                                  |                                                  |                                                  |                                                  |  |  |                                                           |                                                           |                                                           |                                                           |                                                           |                                                           |  |  |  |  |  |  |  |  |  |  |
|                                                                   |                                                                   |                                                                   |                                                                   |                                                                   |                                                                   |                     |                     |                                                  |                                                  |                                                  |                                                  |                                                  |                                                  |                       |                       |                       |                       |                                                           |                                                           |                                                           |                                                           |                                                           |                                                           |                                         |                                         |                                                  |                                                  |                                                  |                                                  |                                                  |                                                  |  |  |                                                           |                                                           |                                                           |                                                           |                                                           |                                                           |  |  |  |  |  |  |  |  |  |  |
| Военный суд первой инстанции в Иудее и Самарии                    | Военный суд первой инстанции в Иудее и Самарии                    | Военный суд первой инстанции в Иудее и Самарии                    | Военный суд первой инстанции в Иудее и Самарии                    | Военный суд первой инстанции в Иудее и Самарии                    | Военный суд первой инстанции в Иудее и Самарии                    |                     |                     |                                                  |                                                  |                                                  |                                                  |                                                  |                                                  |                       |                       |                       |                       |                                                           |                                                           |                                                           |                                                           |                                                           |                                                           |                                         |                                         | Судебный контроль над административными арестами | Судебный контроль над административными арестами | Судебный контроль над административными арестами | Судебный контроль над административными арестами | Судебный контроль над административными арестами | Судебный контроль над административными арестами |  |  |                                                           |                                                           |                                                           |                                                           |                                                           |                                                           |  |  |  |  |  |  |  |  |  |  |
| Военный суд первой инстанции в Иудее и Самарии                    | Военный суд первой инстанции в Иудее и Самарии                    | Военный суд первой инстанции в Иудее и Самарии                    | Военный суд первой инстанции в Иудее и Самарии                    | Военный суд первой инстанции в Иудее и Самарии                    | Военный суд первой инстанции в Иудее и Самарии                    | Военный суд в Иудее | Военный суд в Иудее | Военный суд в Иудее                              | Военный суд в Иудее                              | Военный суд в Иудее                              | Военный суд в Иудее                              |                                                  |                                                  | Военный суд в Самарии | Военный суд в Самарии | Военный суд в Самарии | Военный суд в Самарии | Военный суд в Самарии                                     | Военный суд в Самарии                                     |                                                           |                                                           |                                                           |                                                           | Военный суд по делам несовершеннолетних | Военный суд по делам несовершеннолетних | Военный суд по делам несовершеннолетних          | Военный суд по делам несовершеннолетних          | Военный суд по делам несовершеннолетних          | Военный суд по делам несовершеннолетних          | Судебный контроль над административными арестами | Судебный контроль над административными арестами |  |  | Судья, контролирующий решения об административных арестах | Судья, контролирующий решения об административных арестах | Судья, контролирующий решения об административных арестах | Судья, контролирующий решения об административных арестах | Судья, контролирующий решения об административных арестах | Судья, контролирующий решения об административных арестах |  |  |  |  |  |  |  |  |  |  |

Цвет фона
- — суд общей юрисдикции
- — израильский военный суд

## Военный суд в Иудее и Самарии
Военные суды первой инстанции были учреждены в 1967 году на территориях, удерживаемых Израилем после Шестидневной войны. Суды созданы в соответствии с декретами командующего израильскими войсками и Приказом об обеспечении безопасности. Деятельность судов принимает во внимание положения международного публичного права. В 1989 году был учреждён Военный апелляционный суд. В 2009 году был учреждён военный суд по делам несовершеннолетних.
Законодательство Иудеи и Самарии по вопросам безопасности состоит из декретов и приказов, издаваемых командующим израильскими войсками. Военные власти региона ограничены рамками обычного международного права, действующего на контролируемых территориях. На регион распространяются принципы израильского административного права, судебный контроль осуществляется БАГАЦем. В Иудее и Самарии продолжает действовать право, бывшее в силе до 1967 года постольку, поскольку оно не противоречит законодательству, изданному командующим. Таким образом, остаются в силе элементы иорданского права, Постановление об обороне (чрезвычайном положении) от 1945 года, другие части британского мандатного права и некоторые положения оттоманского права. Законодательные полномочия военнокомандующего позволяют ему вносить поправки в местное законодательство. Так, например, в иорданский уголовный закон 1960 года были внесены изменения, связанные с дорожно-транспортными нарушениями.
Израильская юрисдикции не была распространена на территорию Иудеи и Самарии. Регион находится в юрисдикции израильского военного суда, а также в юрисдикции судебной системы Палестинской администрации. После подписания Израильско-палестинского временного соглашения по Западному берегу и сектору Газа в 1995 году территория Иудеи и Самарии разделена на 3 зоны: зона «A» включает семь городов, заселённых палестинцами; зона «B» состоит из нескольких сот палестинских городков и деревень; зона «C» состоит из всех остальных территорий и включает израильские поселения и военные объекты. Город Хеврон разделён на зоны «H-1» и «H-2» в соответствии с Хевронским соглашением: ЦАХАЛ отвёл войска из зоны «H-1», но контролирует зону «H-2», в которой находится еврейский квартал.
В функциональную юрисдикцию военного суда входит рассмотрение правонарушений, установленных законодательством по вопросам безопасности, а также другими источниками права, действующими в регионе. Эта юрисдикция распространяется также на лиц, чьи правонарушения были совершены вне территории Иудеи и Самарии, однако угрожали общественному порядку или безопасности региона, или были совершены в зоне «A» этого региона и представляли угрозу его безопасности. При рассмотрении правонарушений, входящих в компетенцию местных судов Иудеи и Самарии, военный суд имеет параллельную с этими судами юрисдикцию. В зонах «A» и «B» многие полномочия были переданы Палестинскому совету. Израильский военный суд в основном сохраняет полномочия в области преступлений против безопасности, а также полномочия относительно всех израильтян, полномочия на территории зоны «C» и некоторые другие полномочия.
Примером правонарушений против безопасности может служить террористическая деятельность, включающая в себя подготовку и участие в терактах против государства и его граждан. К этой категории относятся акты террористов-смертников, стрельба из огнестрельного оружия, принадлежность к террористической организации. Кроме того, к правонарушениям относятся угрозы общественному порядку, камнеметание, бросание бутылок с зажигательной смесью, незаконное пребывание на территории Израиля и другие нарушения. 

Наряду с уголовным преследованием, военная прокуратура Иудеи и Самарии оказывает содействие в издании приказов об административных арестах (задержаниях). Возможность применения административных арестов закреплена в законодательстве по вопросам безопасности и в международном публичном праве. Приказ об административном аресте издаёт военный командир в случаях, когда нет другой возможности предотвратить опасность общественному порядку или безопасности региона. Каждый приказ об административном аресте контролируется судьёй, который может утвердить приказ, отменить его или сократить срок ареста.
Военный суд состоит из военных судов первой инстанции и Военного апелляционного суда. 

В компетенцию Военного апелляционного суда, расположенного на военной базе «Офер» недалеко от Гиват-Зеева, входит рассмотрение апелляций на решения военных судов первой инстанции. Судьи апелляционного суда также рассматривают апелляции, связанные с судебным контролем над административными арестами, и составляют апелляционную комиссию по обжалованию ограничительных ордеров. Пост председателя Военного апелляционного суда занимает полковник Натанель Бенишу. 

Военный суд первой инстанции Самарии расположен на военной базе «Салем» вблизи перекрёстка Мегиддо. Военный суд первой инстанции Иудеи и военный суд по делам несовершеннолетних расположены на базе «Офер». После издания приказа об административном аресте задержанный должен в течение 8 дней предстать перед судьёй, контролирующим решения об административных арестах. Заседания суда, связанные с судебным контролем над административными арестами, проводятся на военной базе «Офер» и на военной базе «Кциот» вблизи Ницаны.
Судебная коллегия военного суда первой инстанции может состоять из одного или трёх судей в зависимости от тяжести наказания, предусмотренного законом (приказом). В коллегию военного суда входят как офицеры срочной службы, так и резервисты, однако все судьи коллегии должны иметь юридическую подготовку. 

Согласно закону (приказу) военный суд по делам несовершеннолетних рассматривает правонарушения лиц, не достигших 16 лет, однако на практике этот возраст был повышен до 18. Судьи военных судов первой инстанции проходят специальную подготовку, после которой они могут быть судьями по делам несовершеннолетних.
Председатель Военного апелляционного суда и подразделение военного суда в Иудее и Самарии подчинены председателю Военного апелляционного трибунала. При исполнении судебных полномочий судьям военного суда гарантирована независимость.